# Cerámica y mosaicos del Hospital de la Santa Cruz y San Pablo

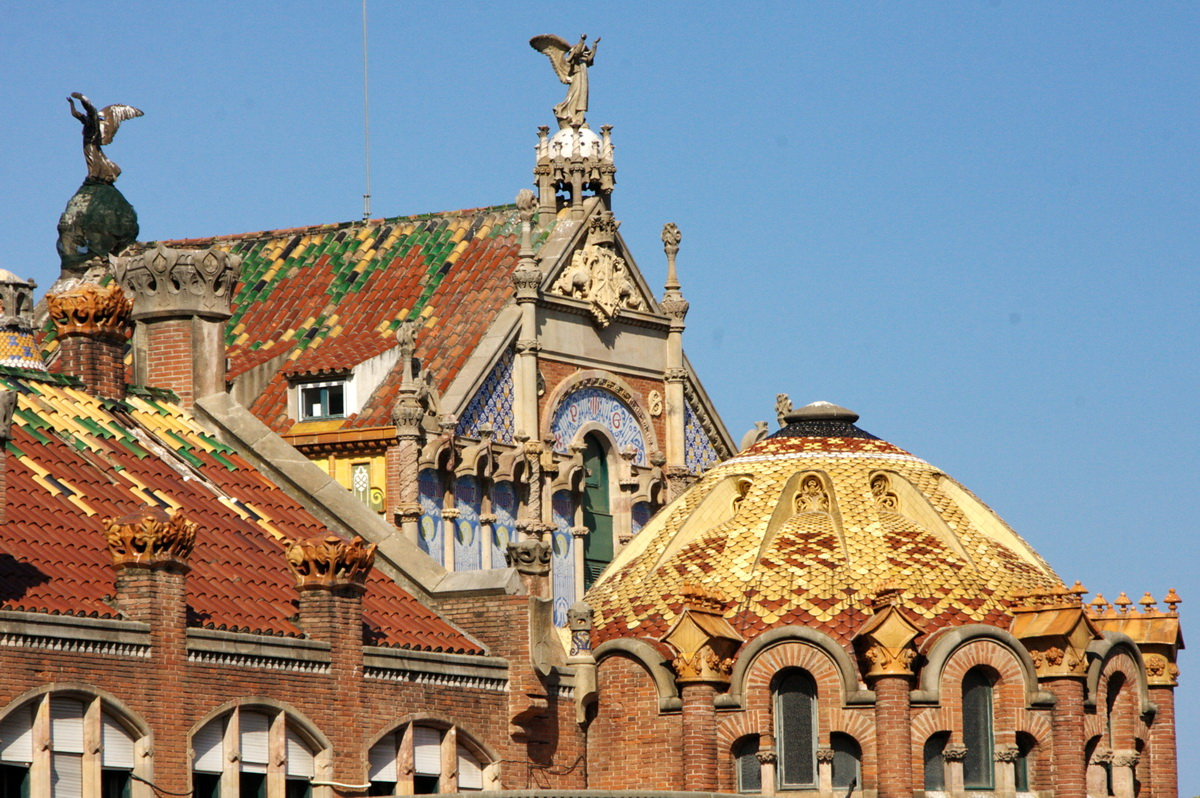
Las cubiertas de los pabellones con tejas, azulejos en forma de escamas, chimeneas y pináculos, hacen destacar la exuberante aplicación de la cerámica para decorar el recinto.

La  cerámica y mosaicos del Hospital de la Santa Cruz y San Pablo de Barcelona es muy extensa y destaca sobre el resto de técnicas artesanales aplicadas dentro del recinto de dicho hospital. 
La decoración con mosaicos se encuentra principalmente en el edificio de la administración, un pabellón destinado a ubicar las áreas no vinculadas a la atención de los enfermos. En la parte exterior del edificio, se encuentran una serie de dieciséis plafones sobre la historia de la fundación del hospital, y en el interior un múltiple temario ornamental que se extiende por el pavimento, muros, techos y columnas de la planta baja y el primer piso, donde se encuentran las salas nobles. En el resto del hospital el mosaico se utiliza en menor cantidad.
Domènech i Montaner utilizó la cerámica de manera intensiva en el interior de los pabellones dedicados a los enfermos. En el exterior, se aplica con funciones decorativas, con cerámica pintada sobre puertas y ventanas, o con elementos corpóreos de cerámica vidriada en pináculos, chimeneas y (florones). Junto a las piezas policromadas de los techos en forma de escamas, estas piezas muestran el interés del arquitecto por la búsqueda de formas y motivos plénamente modernistas.
El Hospital de la Santa Cruz y San Pablo es un conjunto modernista situado en Barcelona, projectado por el arquitecto Lluís Domènech i Montaner construido entre 1902 y 1930. En una primera fase por el mismo Domènech i Montaner y en una segunda, a partir de 1920, por su hijo Pere Domènech i Roura.

## Cerámica
Domènech i Montaner daba una gran importancia a la cerámica, de la cual era un entusiasta y estudioso. A finales del siglo XIX, la recuperación de la cerámica se consideró un transmisor de los valores antiguos, convirtindola en una parte importante del ideario nacionalista. Esta visión hizo crecer su estudio e interés por la recuperación y el coleccionismo. Fueron destacados coleccionistas como Gallissà, Ramón Casas, Rusiñol o Mariano Fortuny, quienes compartieron sus conocimientos de la cerámica de reflejos metálicos con el barón Charles Davillier, un destacado hispanista, especializado en dicha cerámica. En este contexto, Domènech tenía delante de él la mejor oportunidad para desarrollar un programa integral que diseñó detalladamente.

### Artistas y fabricantes
Entre los fabricantes que intervinieron en la producción de cerámica constan: 
- La fábrica de cerámica vidriada de Cristòfol Guillamont de Alcora que hizo las piezas semiesféricas en blanco y azul que figuran en el porche y en la fachada posterior del edificio de administración.[3]
- La fábrica Elies Peris i cia. de Onda hizo las piezas del hospital con grandes dibujos realizados con la técnica del estarcido que decoran los tímpanos sobre puertas y ventanas. También produjo zócalos de color verde y pavimento de cerámica de color azul y blanco.[3]
- La fábrica Pujol i Bausis de Esplugas de Llobregat produjo la cerámica pintada a mano o con estarcido de las bóvedas del edificio de administración y otras piezas especiales,[3] como las circulares en forma de florón de arcilla blanca que rematan la parte alta de los aliceres o arrimaderos del salón de actos y del pasillo del primer piso.[4]
- La fàbrica A. Romeu i Escofet de Hospitalet de Llobregat proveyó las tejas y ladrillos prensados.[5]
- La fábrica de Josep Orriols i Pons produjo otras partes ornamentales y de complemento.[6]

El amplio conjunto de cerámica del recinto hospitalario, se puede clasificar en cuatro grupos, según Oriol Bohigas:
- Piezas que repiten un dibujo formando tramas, como las bóvedas o los aliceres.
- Azulejos con dibujos únicos para toda la superficie. Hay dibujos de temática heráldica, zoomórfica o fitomórficos.
- Cerámica vidriada en relieve, nervaduras o elementos corpóreos, utilizada en revestimientos.
- Trencadís de cerámica vidriada.

### Cerámica en el edificio de administración
En este pabellón es donde se encuentra la mayor variedad de la cerámica, especialmente en las bóvedas del primer piso y los pasillos de distribución de la planta baja. Hay dos tipos de bóvedas: con nervios cerámicos en formas estrelladas, que Domènech ya había utilizado en el Instituto Pere Mata y el Palacio de la Música Catalana, y bóvedas con cerámica pintada que muestran dibujos de gran magnitud.

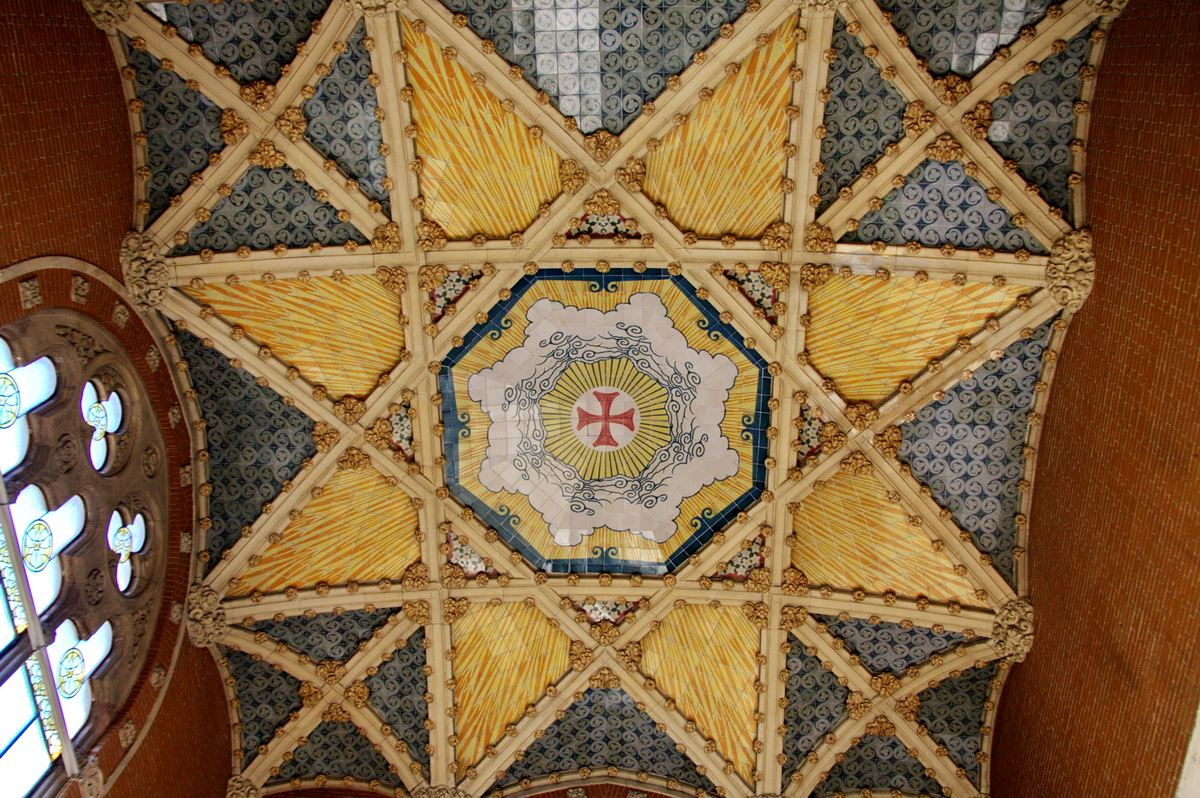
Sala del archivo. Cerámica seriada, grandes dibujos y piezas con volumen. Similar al Instituto Pere Mata.
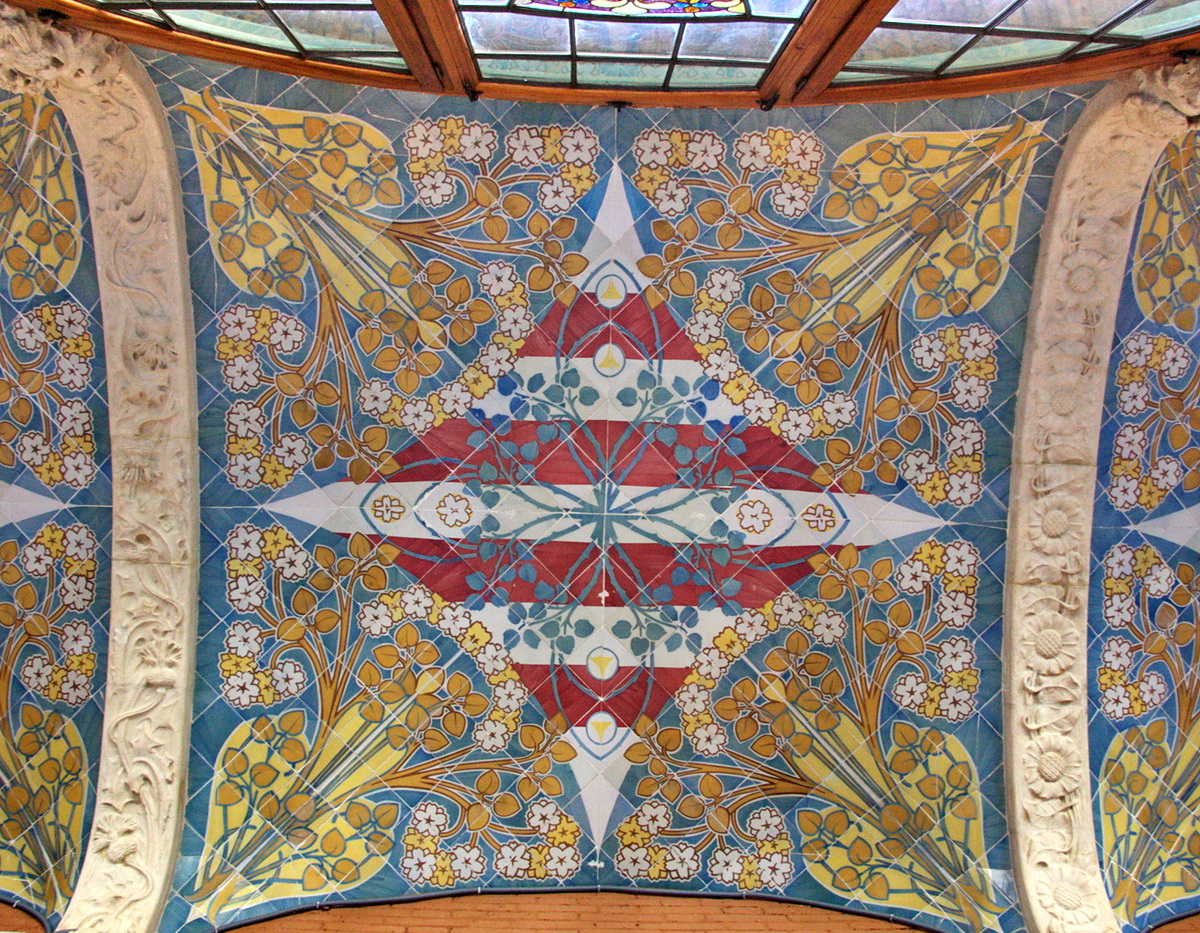
Bóveda del pasillo de la planta baja. (Pujol i Bausis).
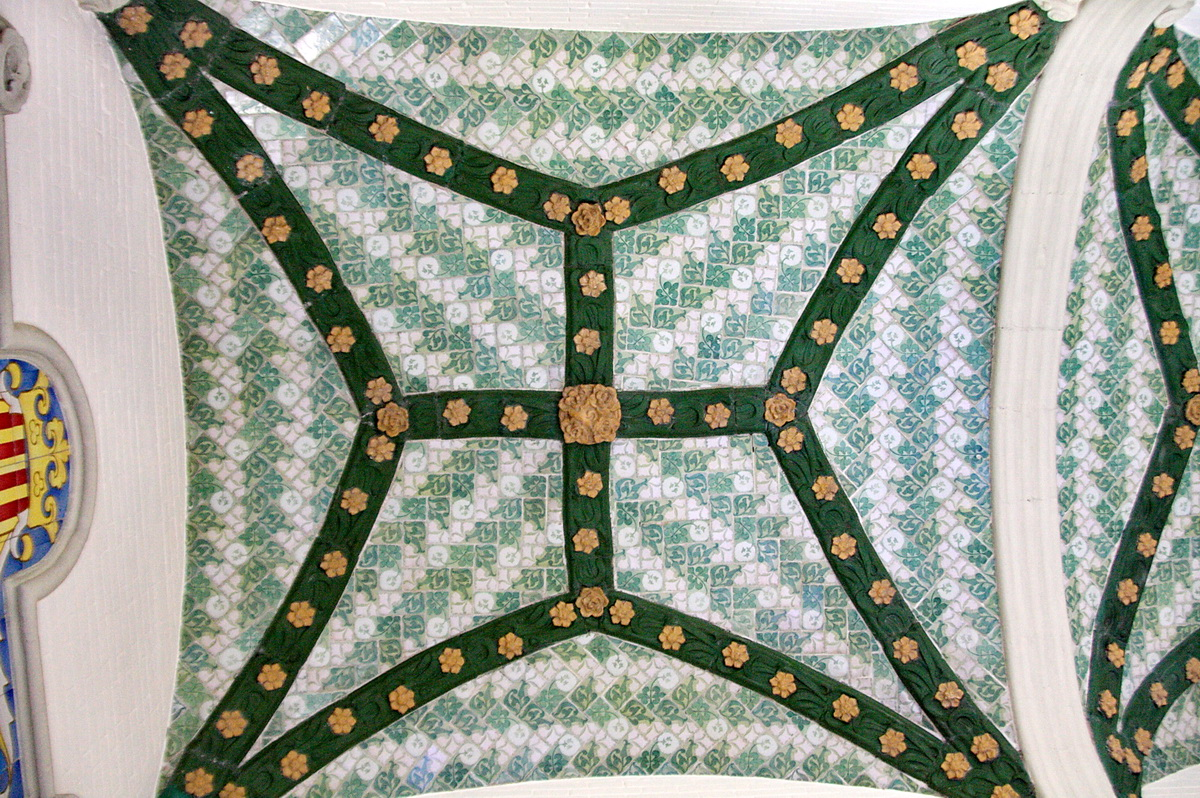
Techo del pasillo del primer piso, con nervios cerámicos.
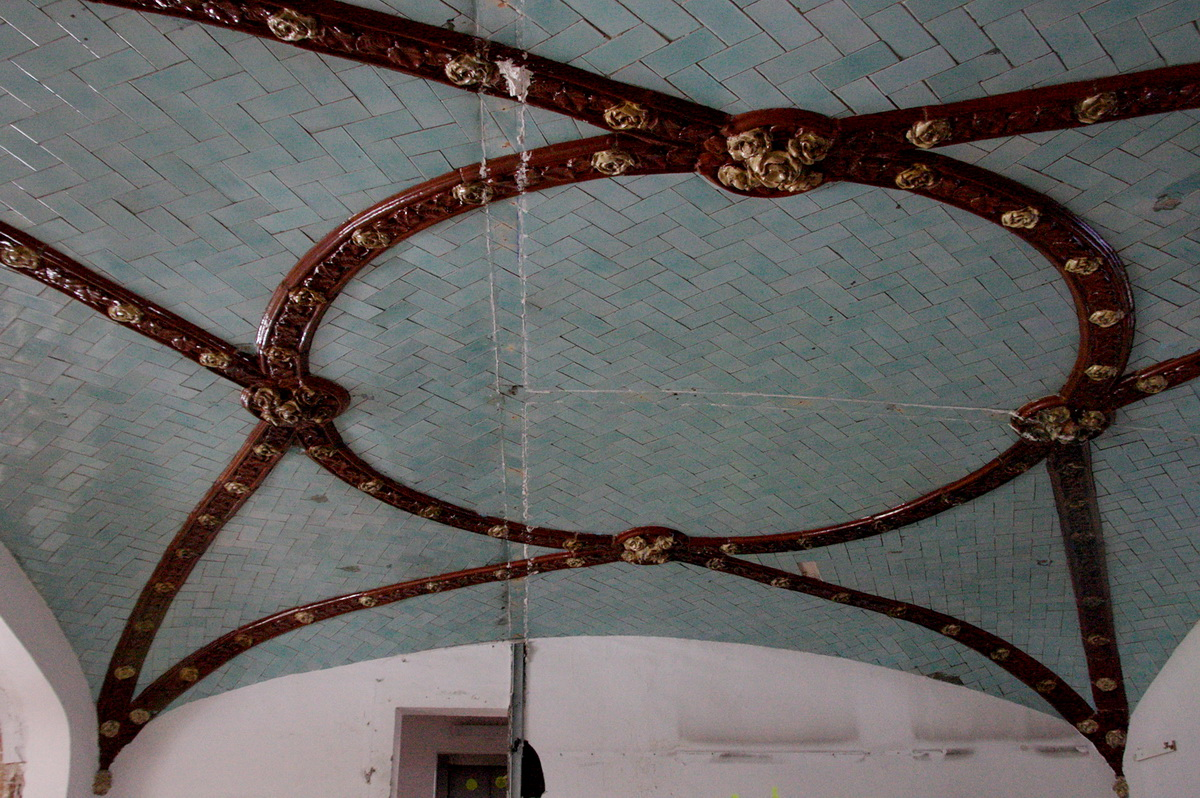
Despachos del primer piso. El diseño es similar al del vestíbulo del Palacio de la Música Catalana.

Destacan otros elementos como los tímpanos colocados en las puertas interiores o los aliceres en colores planos, pero rematados por unas piezas circulares con varios diseños que fueron confeccionadas por la fàbrica Pujol i Bausis. En el exterior, en las fachadas principal y posterior, resaltan unas piezas semiesféricas en color azul y blanco con la simbología habitual: "P", "G" y el escudo del hospital con un diseño utilizado por el arquitecto en la fonda Espanya y que fueron confeccionadas por Cristòfol Guillamont de Alcora.

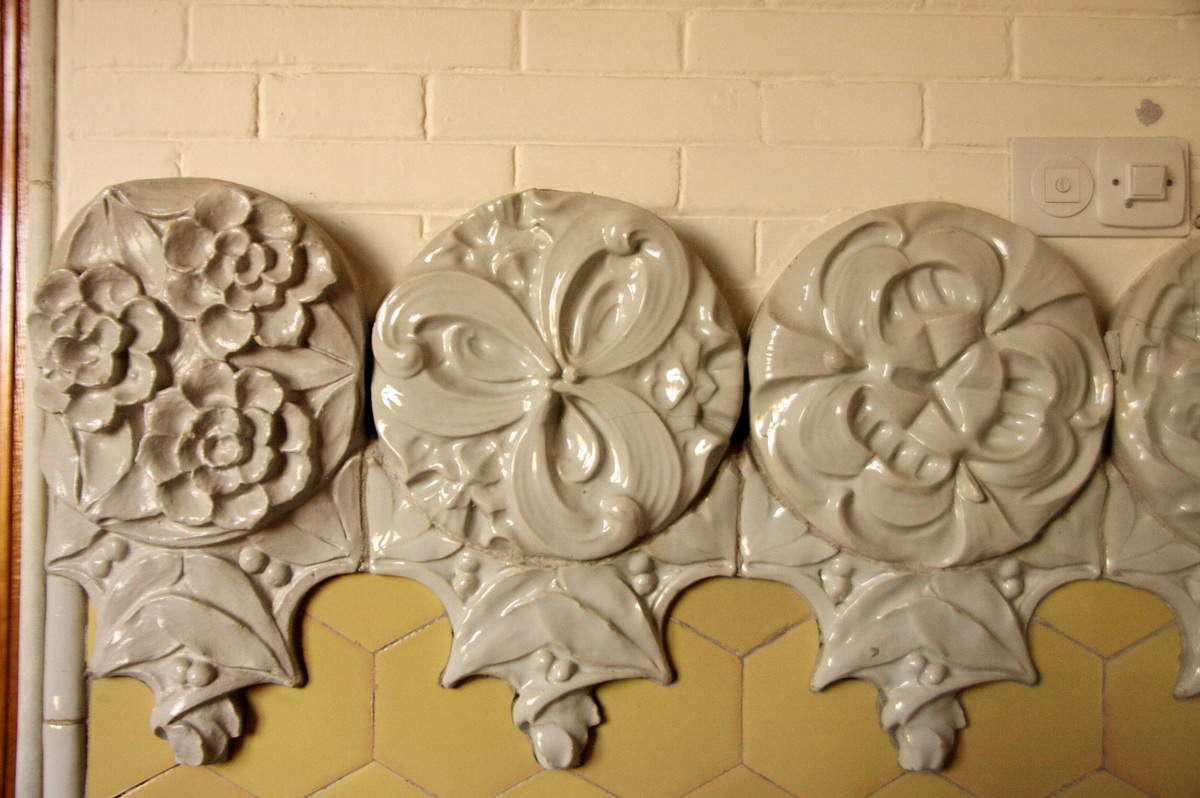
Detalle del alizar en el primer piso.
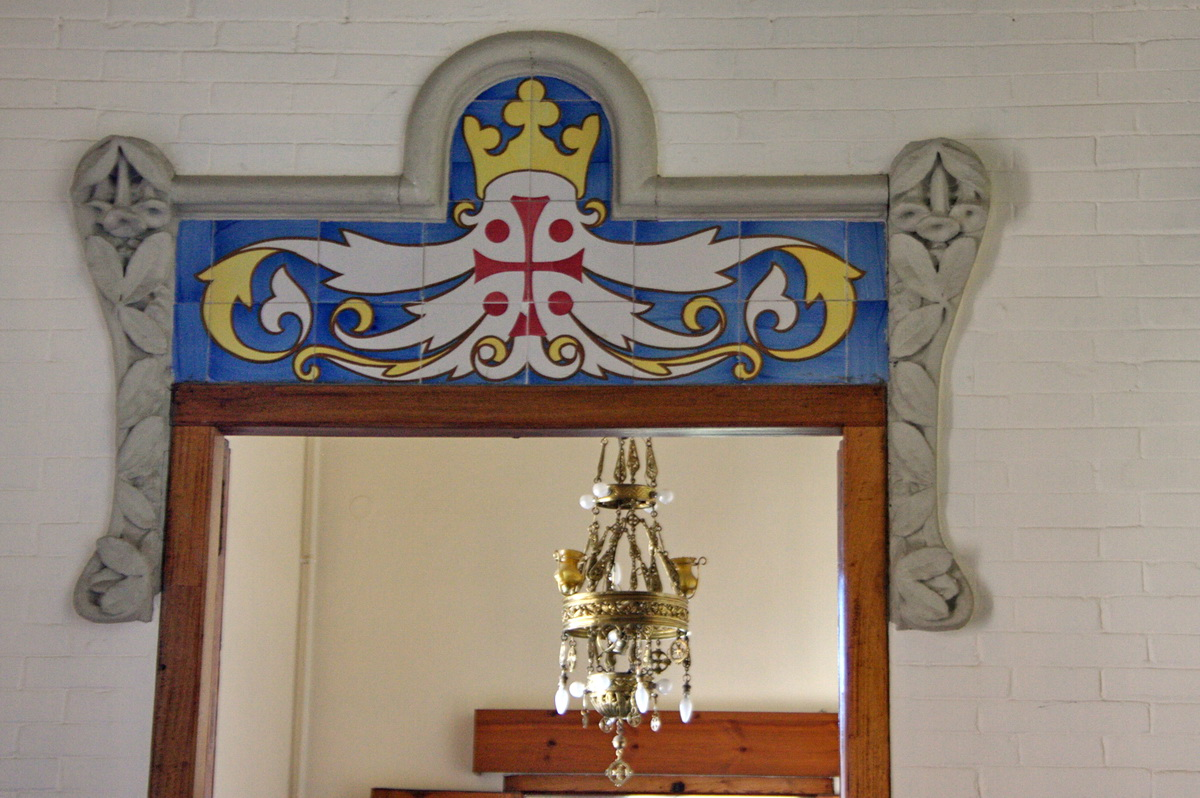
Paso de puerta del primer piso.
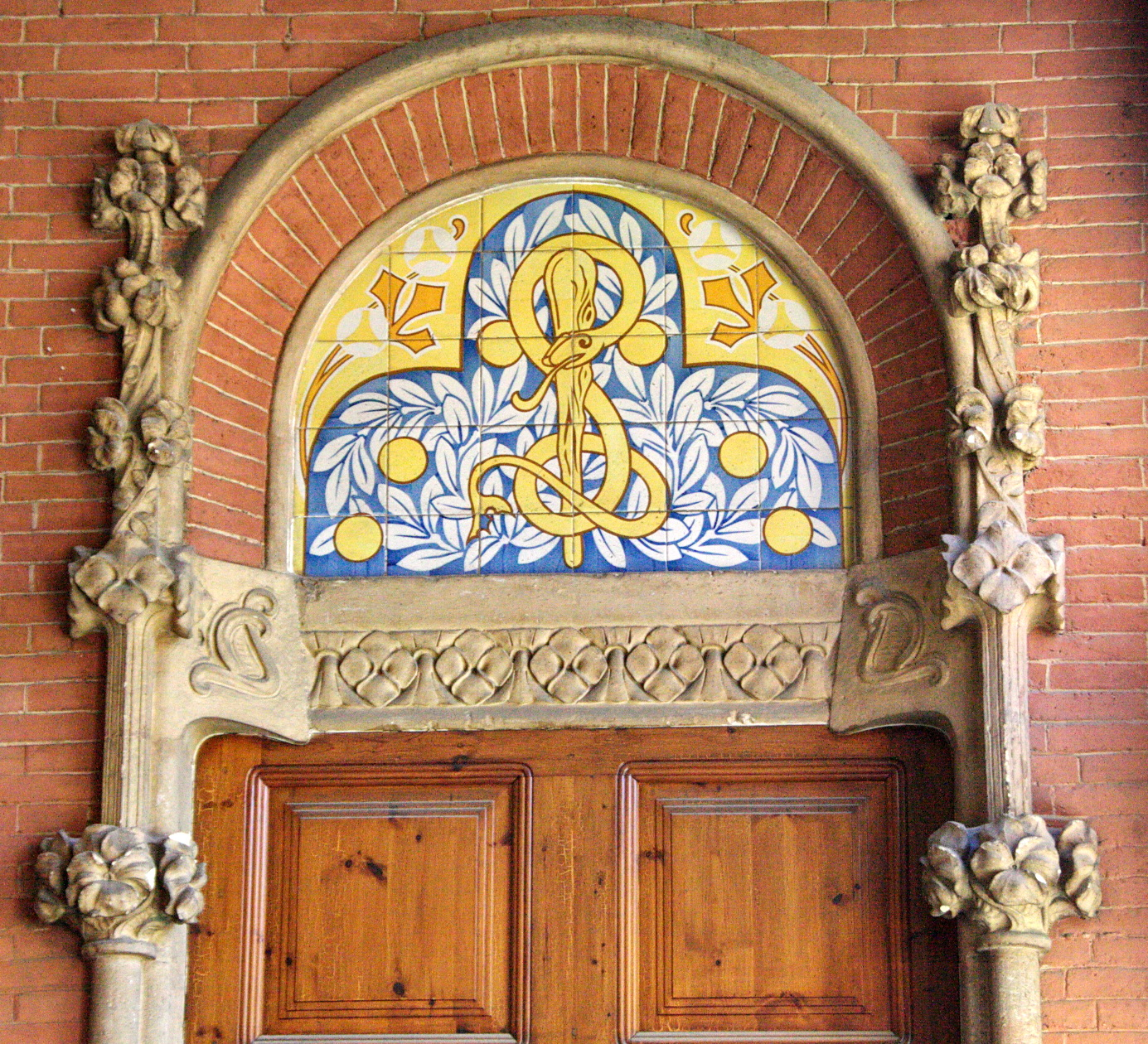
Paso de puerta del primer piso.
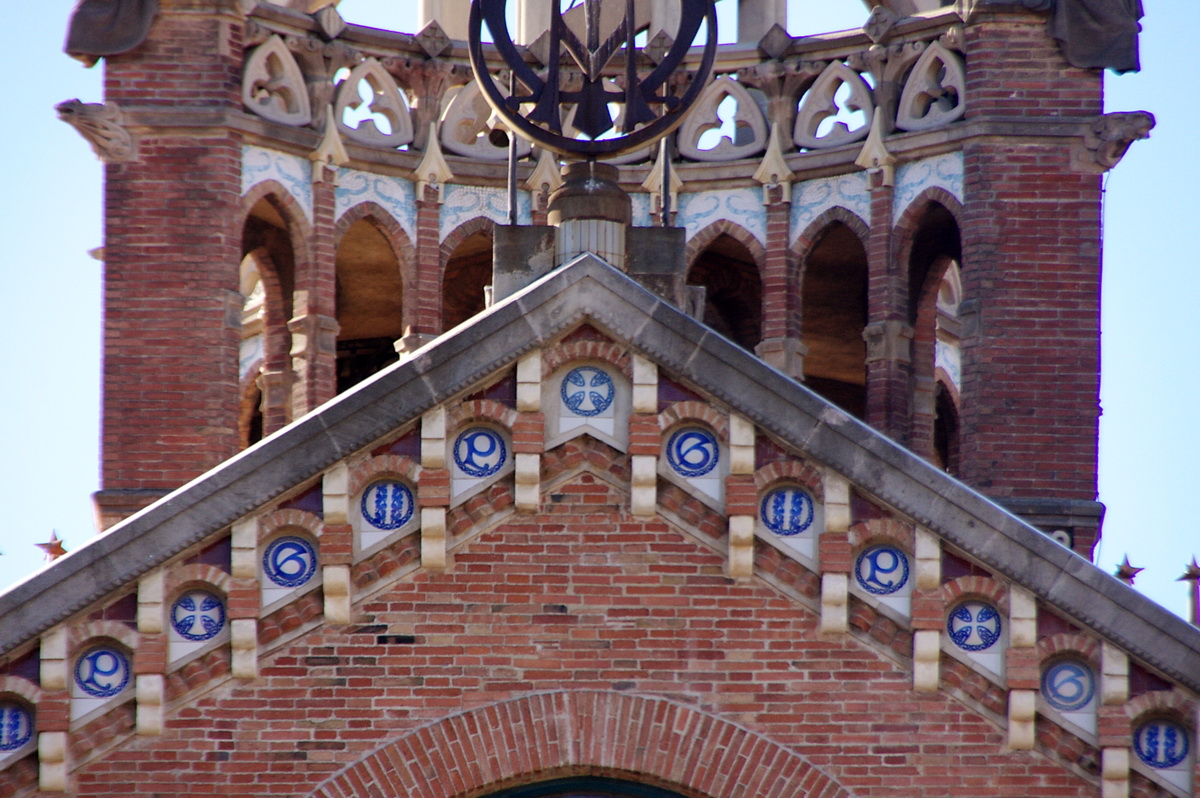
Cerámica semiesférica en la fachada posterior.

### Cerámica interior de los pabellones

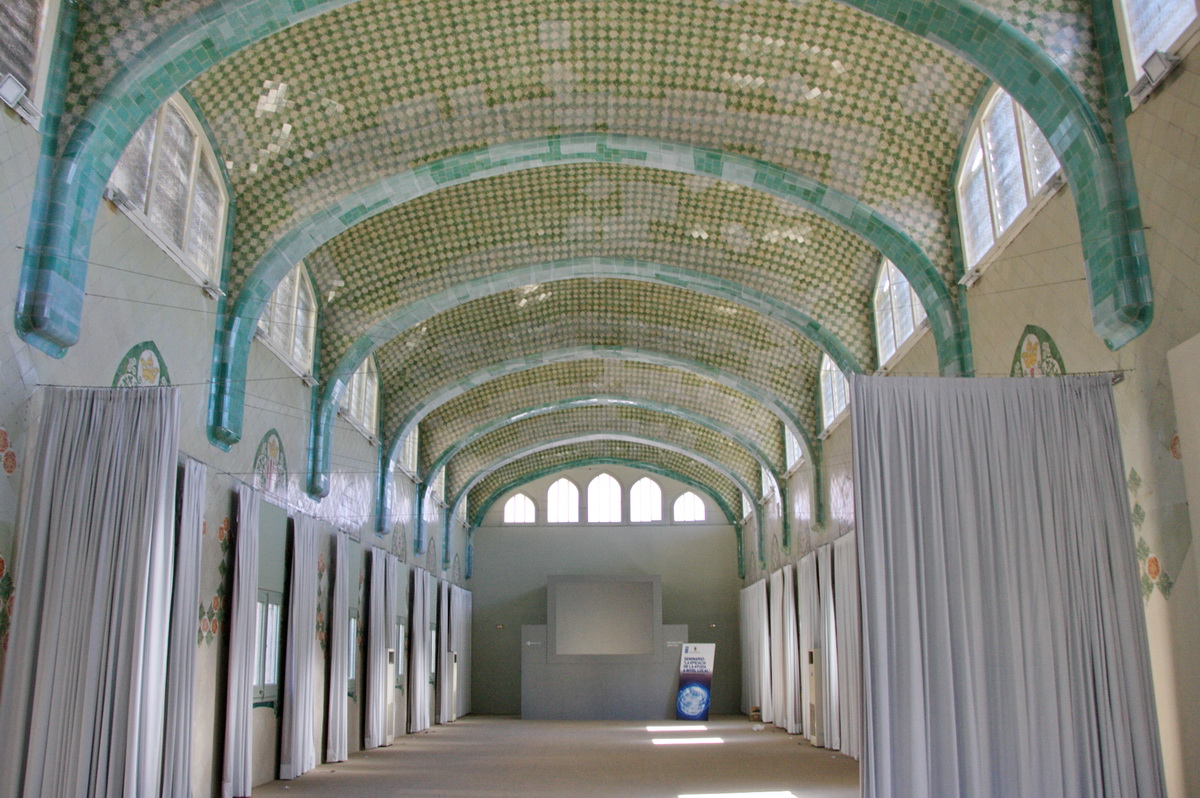
Vista del pabellón de San Rafael, restaurado en el 2010 a su estado original.

El espacio interior de los pabellones de enfermería, de la primera fase, contaba con una cobertura de cerámica en su totalidad por razones higiénicas. En principio, la decoración era sobria en las salas de enfermos, con baldosa de colores planos —blanco, amarillo— colocada a 45° en todas las paredes. Para romper la monotonía había baldosas con motivos florales: rosa, margarita, laurel, acanto o castaño, en colores suaves, intercaladas de forma regular. Los arcos y los remates de las bóvedas en el extremo de la estancia en forma de pechina eran de color blanco en el medio de estos azulejos, con color, tenían decoraciones vegetales en las bóvedas se formaban dibujos regulares en espiga. Los colores más utilizados eran el verde, azul, rosa y lila. La decoración más llamativa de estas salas son los tímpanos de cerámica dibujada sobre las ventanas. Los cambios para atender la función hospitalitaria a lo largo del siglo XX ocasionó la destrucción de la cerámica en muchas salas de enfermos.
En los extremos de los pabellones que dan a la calle central hay una estancia en forma cilíndrica que tenía la función de sala de día y de contacto con las visitas para los enfermos que se podían levantar de la cama, es muy luminosa y cuenta con una bóveda semiesférica con decoración cerámica pintada con estarcido en su mayoría de dibujos fitomórficos. En el centro de la bóveda hay una pieza de cerámica vidriada a modo de clave de bóveda y con funciones de ventilación, fabricada por la fábrica Peris. Se conserva la decoración de muchas de las salas de día.

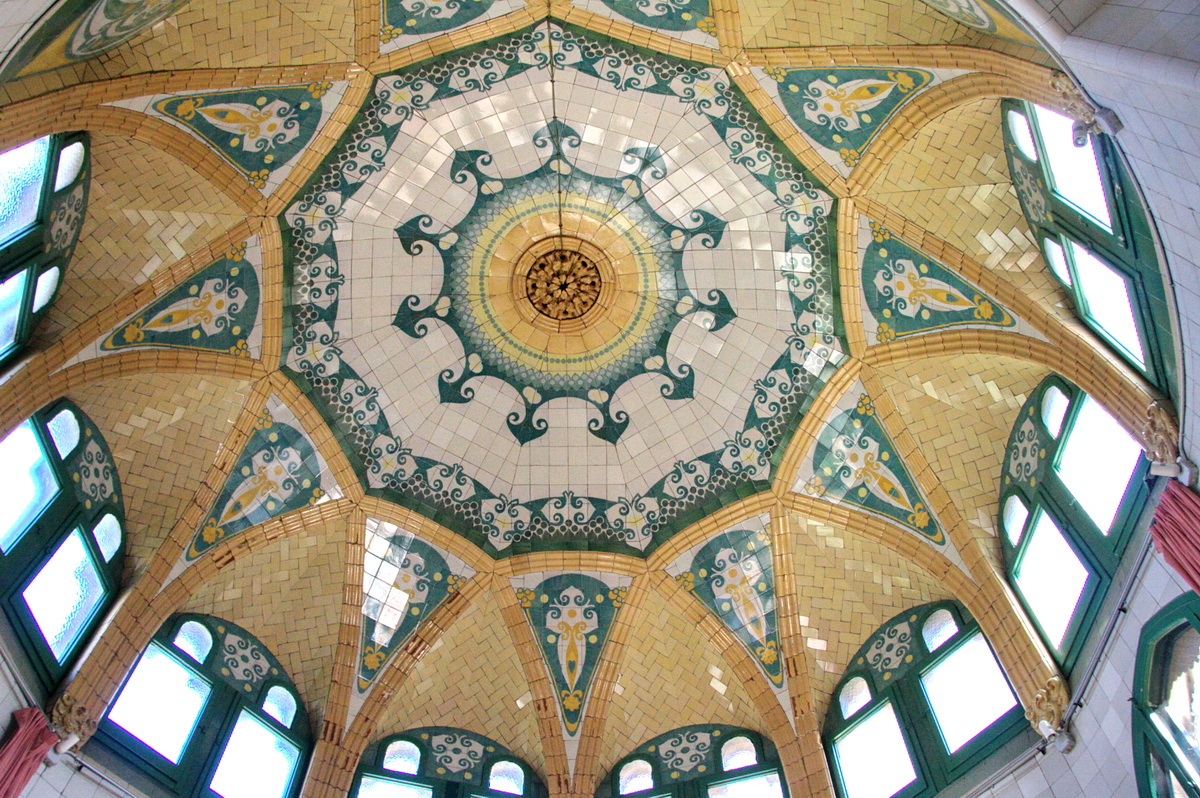
Bóveda de la sala de día del pabellón de la Purísima.
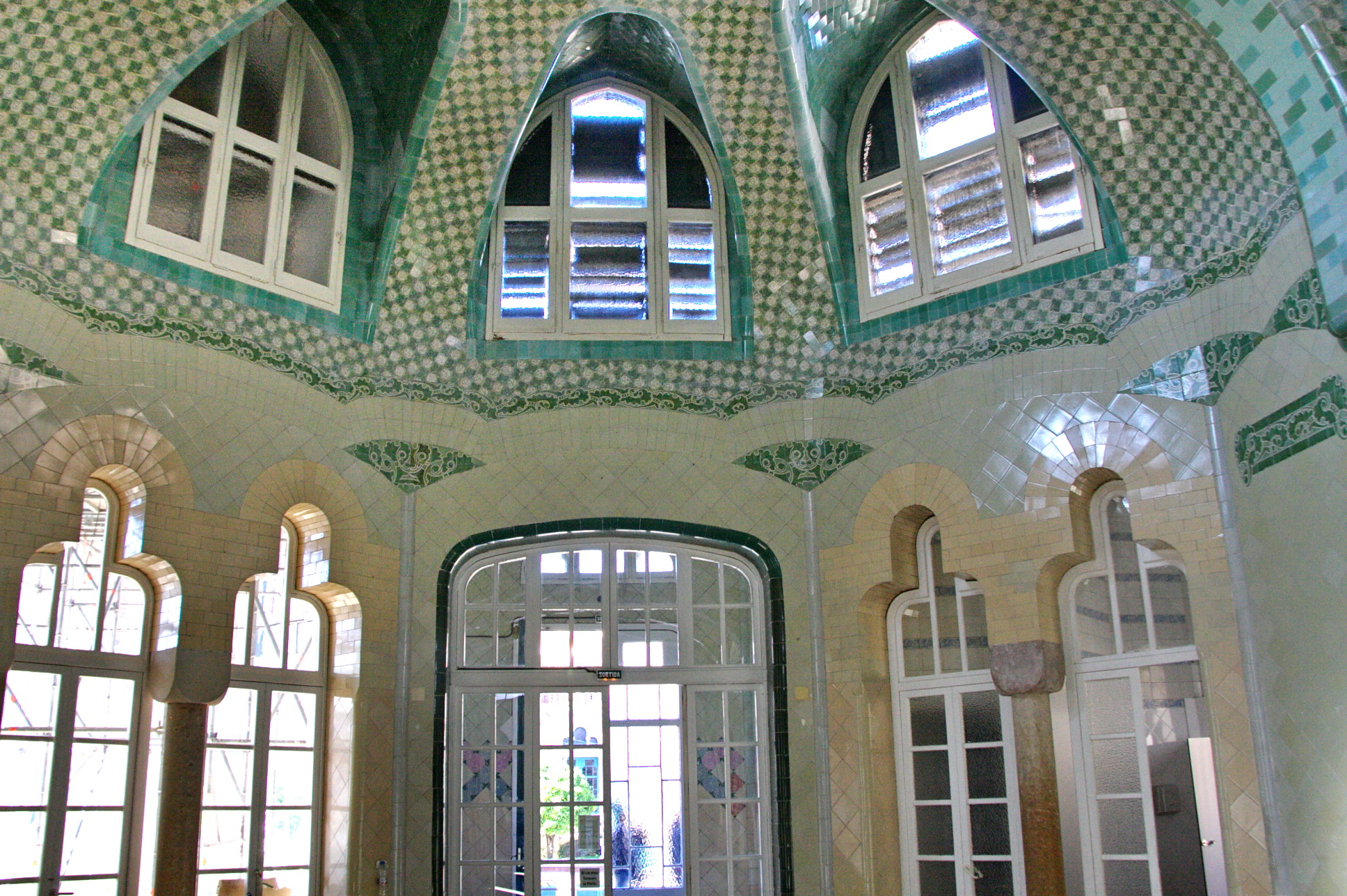
Puerta de entrada y pechinas en cerámica, pabellón de San Rafael.
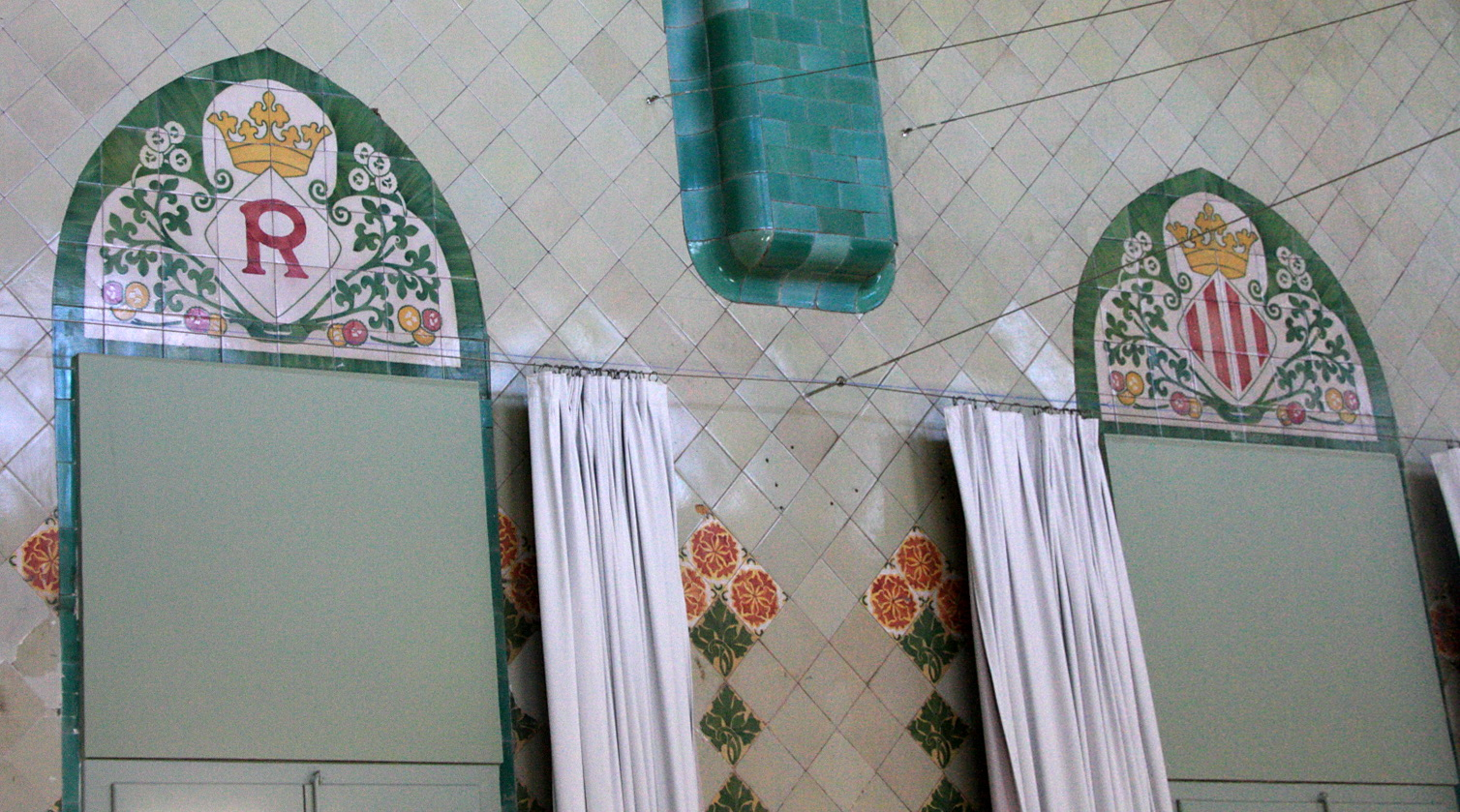
Sobre ventanas decoradas con la "R" exigida por el mecenas.

### Cerámica exterior de los pabellones
Si bien la decoración de los pabellones construidos por Domènech i Roura a partir de 1925 es más austera por razones presupuestarias y que el estilo modernista ya estaba en decadencia, la cerámica en el exterior de los pabellones de enfermería modernistas correspondientes a la primera fase es abundante.
Se puede agrupar en:
- cerámica pintada con representaciones heráldicas polícromas de los emblemas del hospital. Se encuentra generalmente como tímpano de las ventanas. El escudo que representa los atributos de san Pablo, la espada coronada y el libro, que se combina con las cuatro barras, las letras "P" y "G" —del fundador Pau Gil— y la cruz patada, también figura en el frontón de algunos pabellones, si bien alguna vez están realizados en piedra. Fue producida por la fábrica Elies Peris i cia. de Onda.[11]
- Cerámica con dibujos zoomórficos pintada en color azul. Se encuentra en las ventanas apuntadas de las salas de día y algún otro lugar. Los animales presentes son: conejo, mono, gato, ardilla, camaleón, cocodrilo, rana, ratón, caracol y pájaro. Los contenidos fitomórficos aparecen como sobreventanas y como complemento de algunos vitrales.[11]
- Decoración floral polícroma alrededor de las torres de agua de cada pabellón con las letras "P" o "G" en medio, y una "R" en el caso del pabellón de San Rafael.
- En los tejados se combinan las tejas de colores verde, amarillo y negro y escamas de cerámica vidriada de colores verde, crema, azul, amarillo, rojo y blanco. La decoración de dichos tejados la rematan múltiples complementos como pináculos, coronas, respiraderos y chimeneas mayoritariamente en color caramelo.[5]

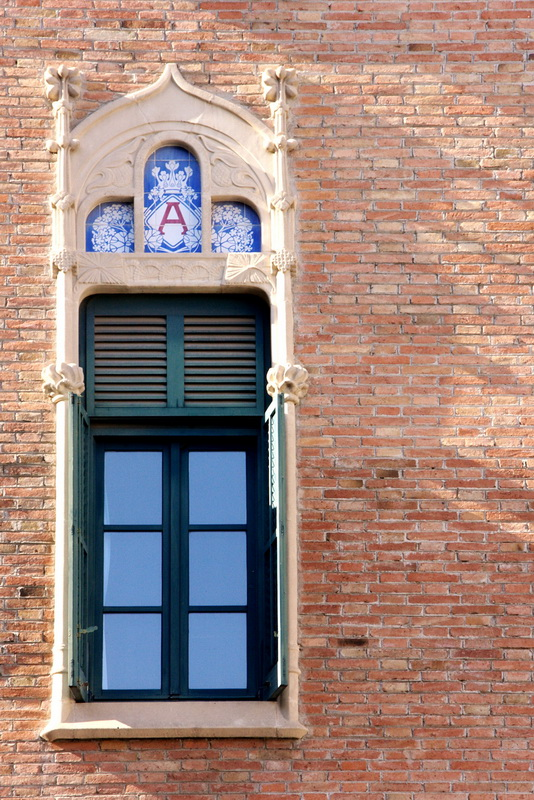
Pabellón de la Asunción.
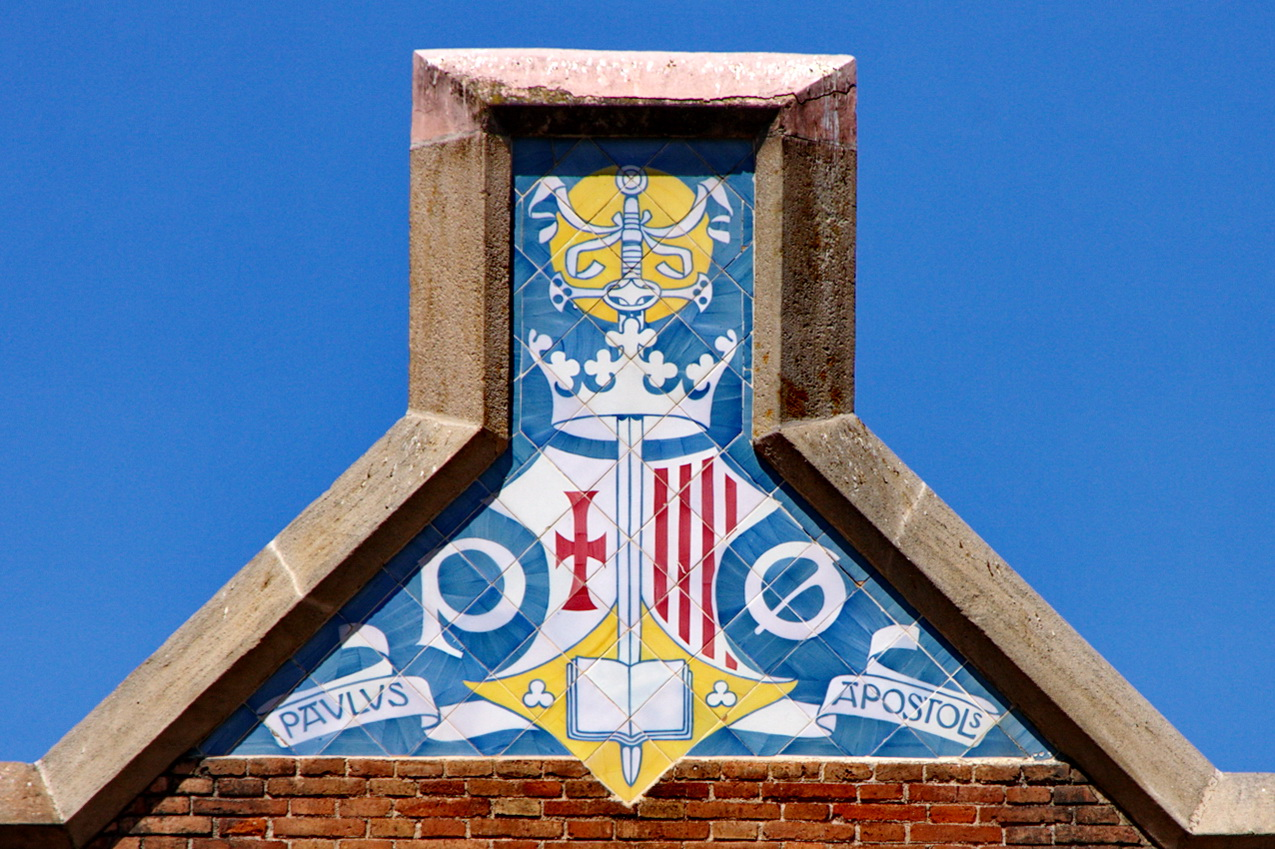
Emblema del hospital en el remate de un pabellón
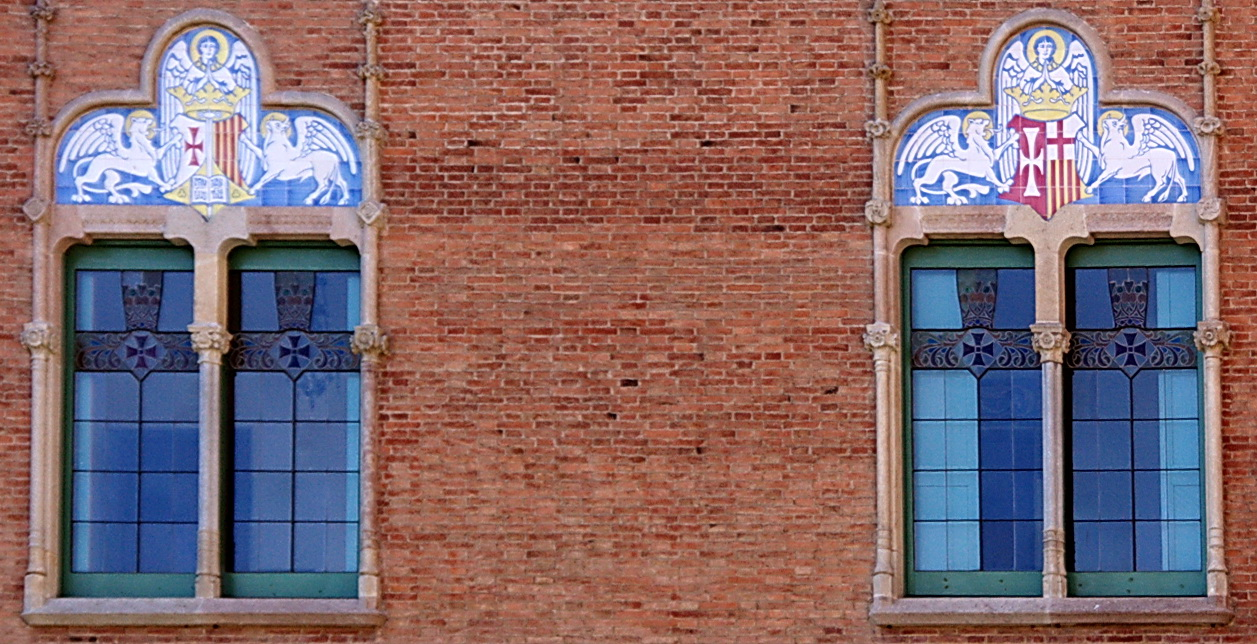
Fachada principal del edificio de la administración.
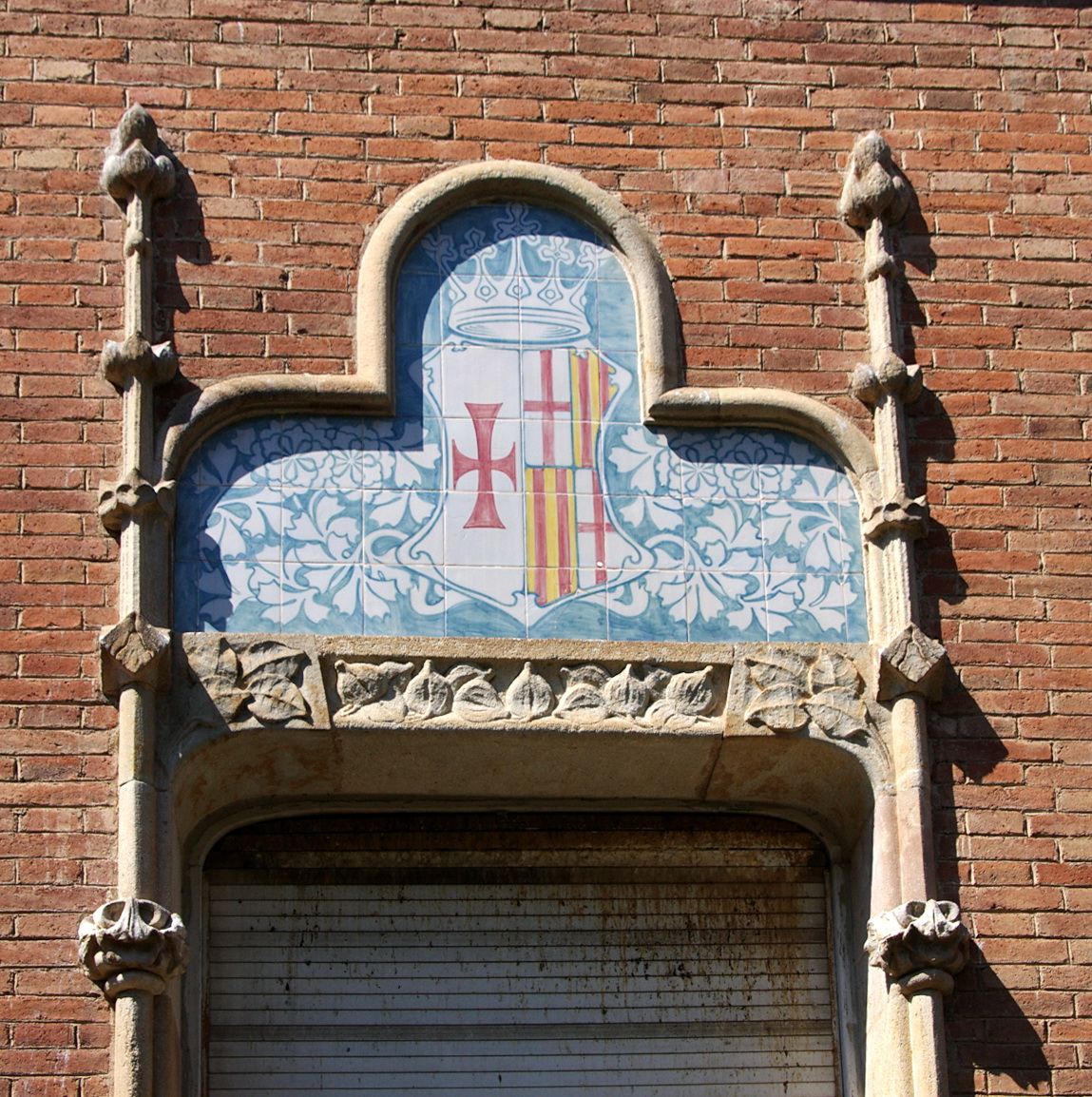
Pabellón de la Virgen de Montserrat.
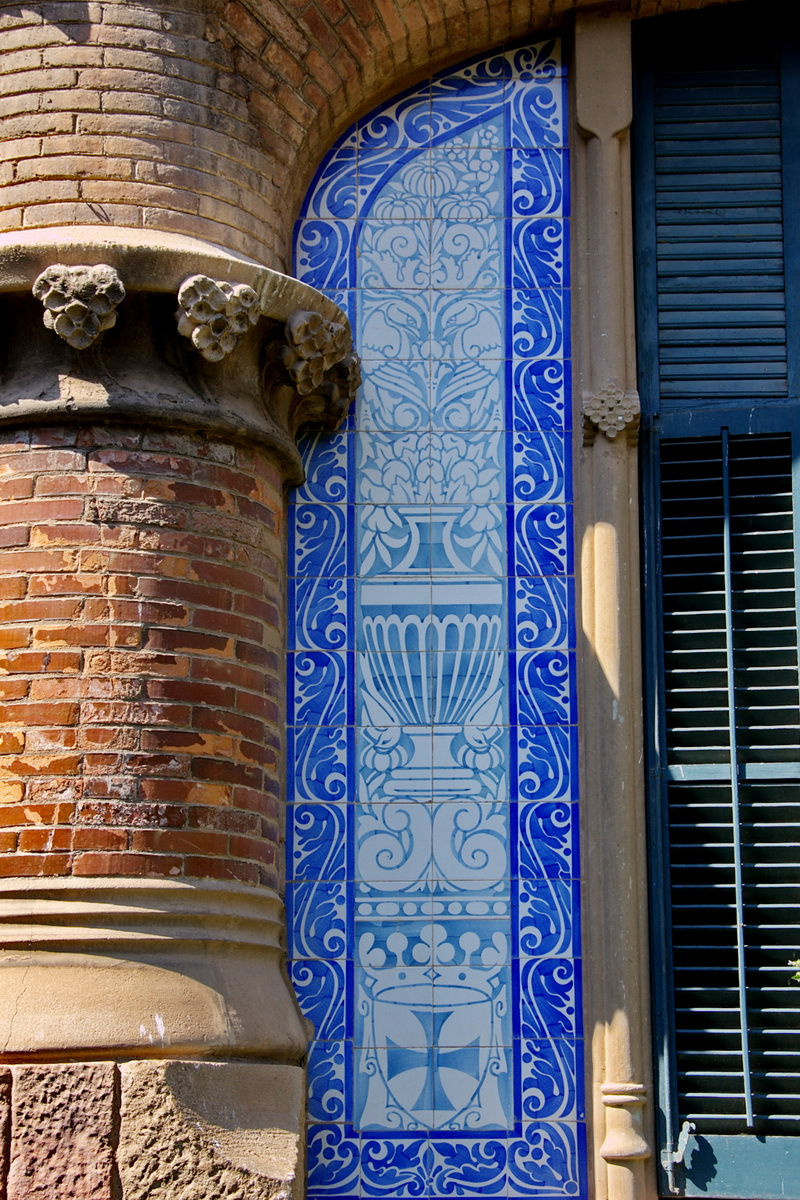
Decoración floral en el lateral de una ventana.
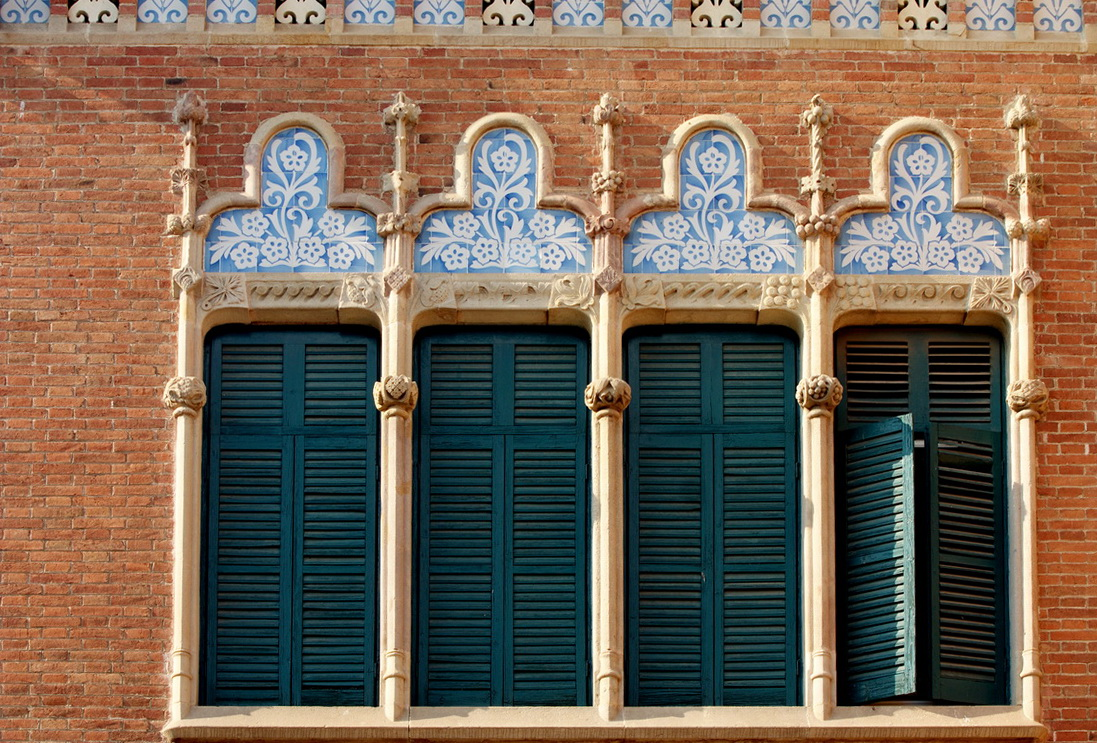
Tímpanos florales en el pabellón de intervenciones.

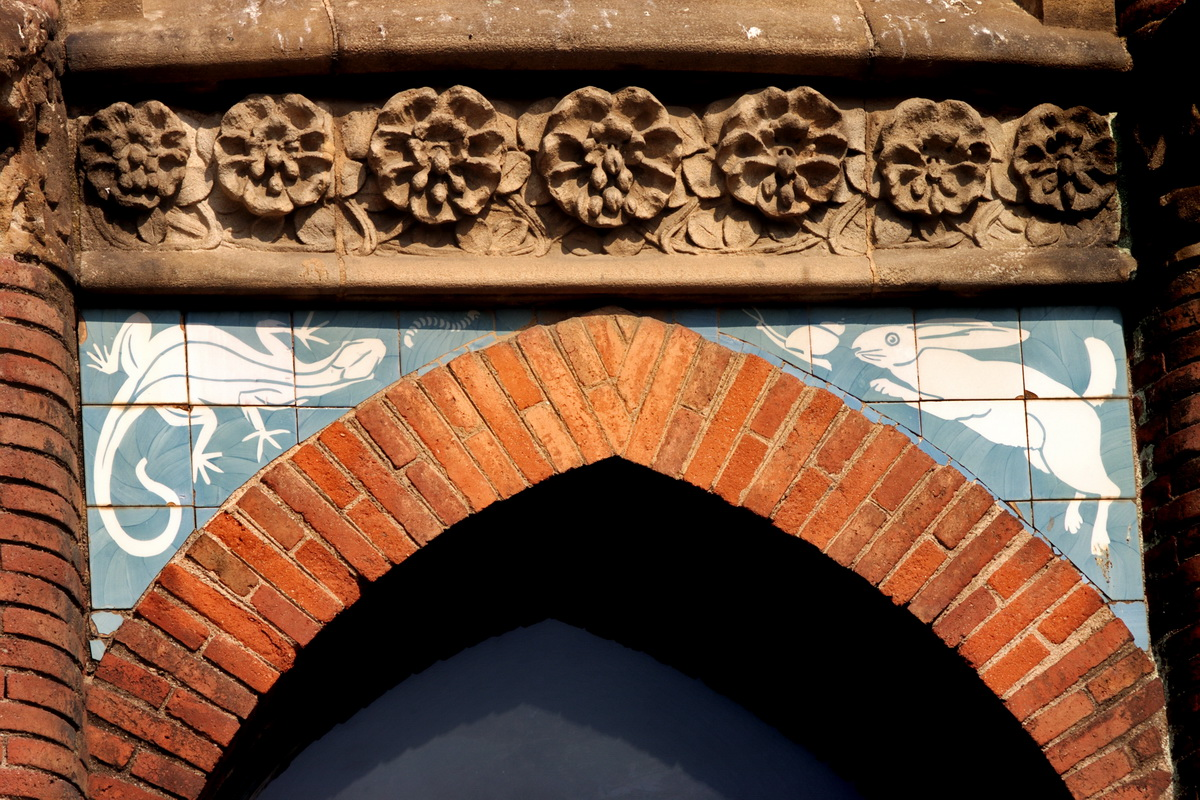
Cerámica con animales.
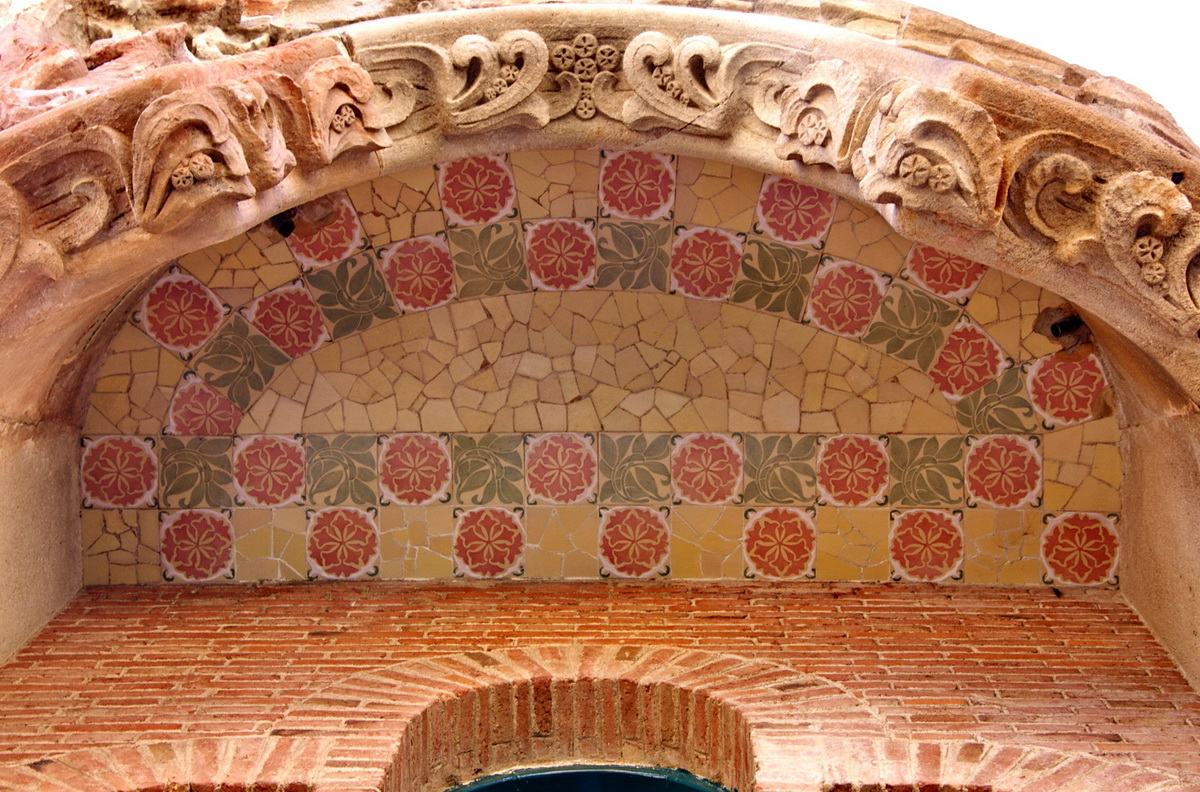
Trencadís con flores en el balcón del pabellón de Montserrat.
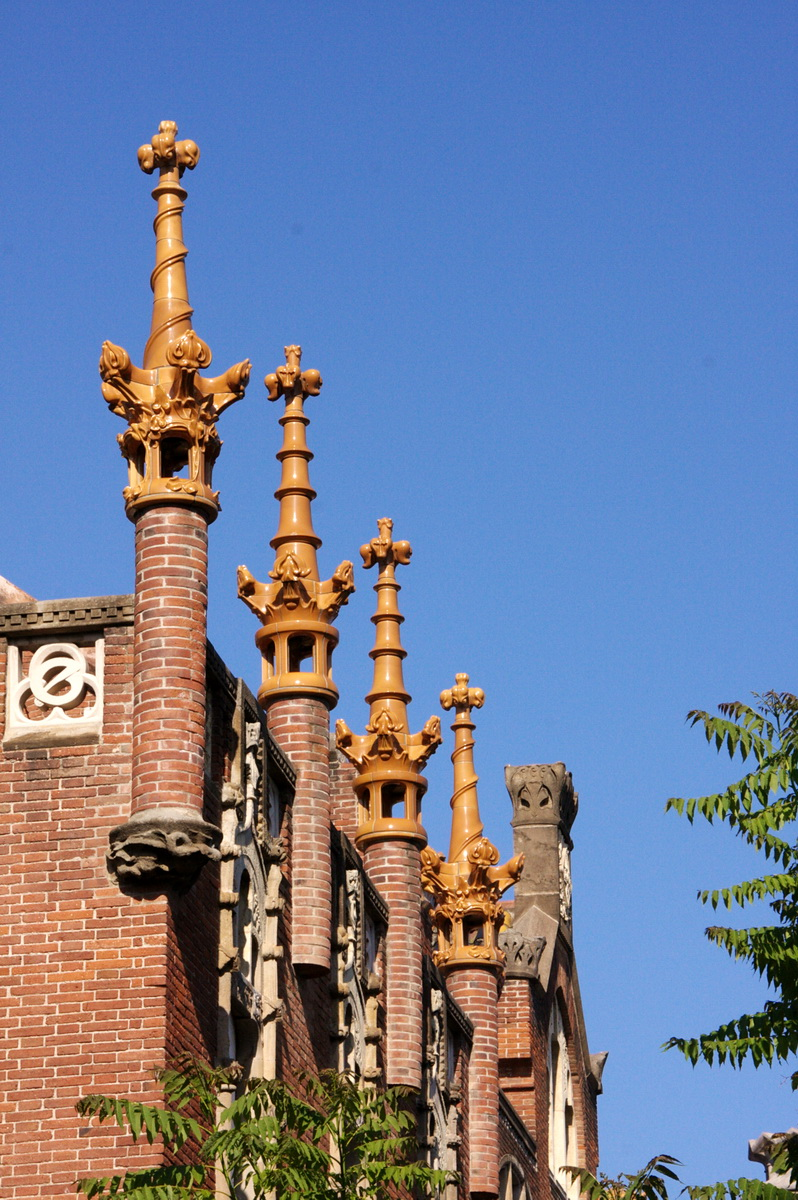
Pináculos cerámicos.
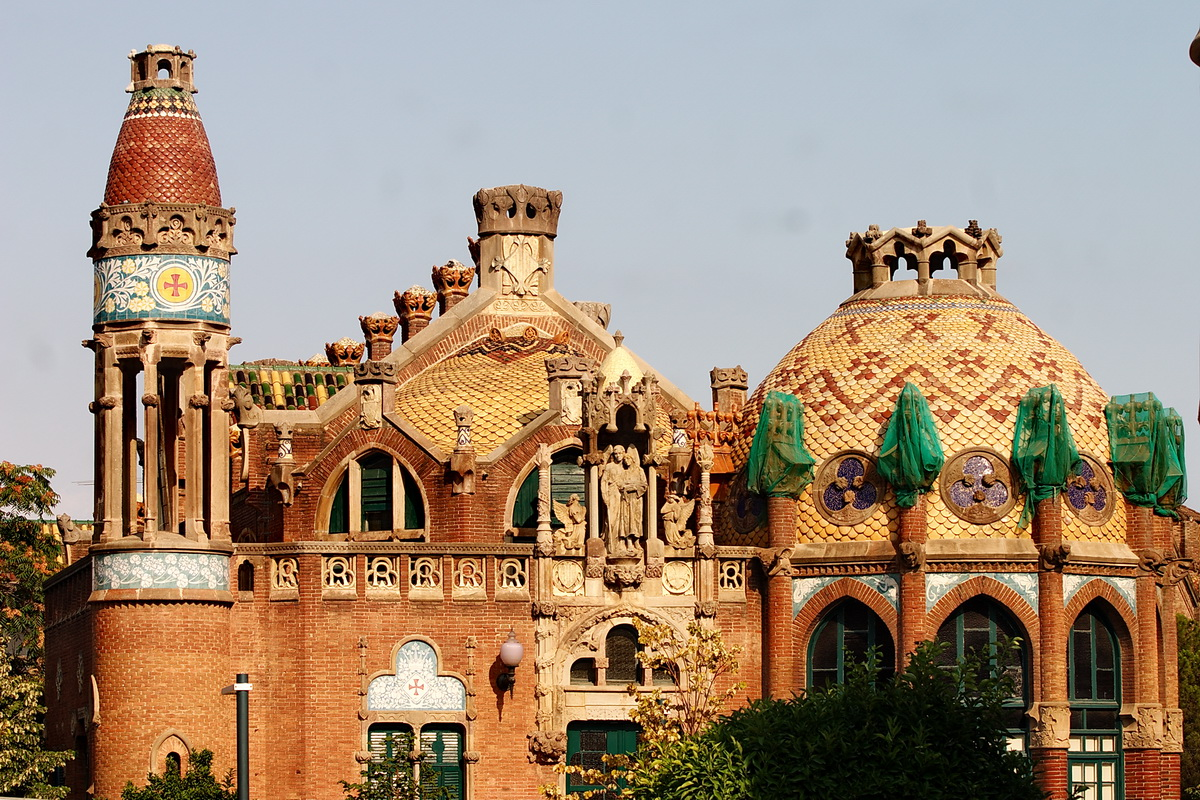
Fachada del pabellón de san Rafael. Torre, tejado con el frontón de piedra coronado con un diseño igual que las chimeneas de cerámica, templete del santo con trencadís.
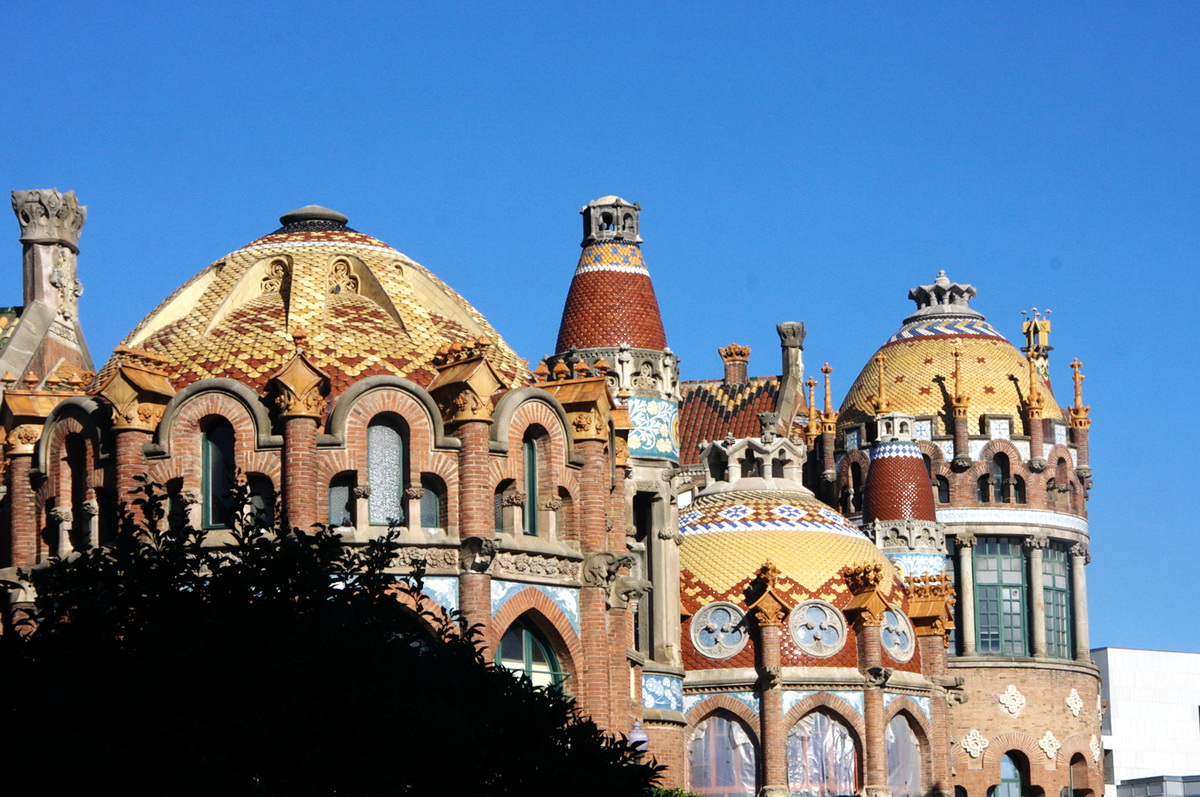
Pabellones del Carmen, Merced y Montserrat con diferentes acabados de cerámica y ventanas.
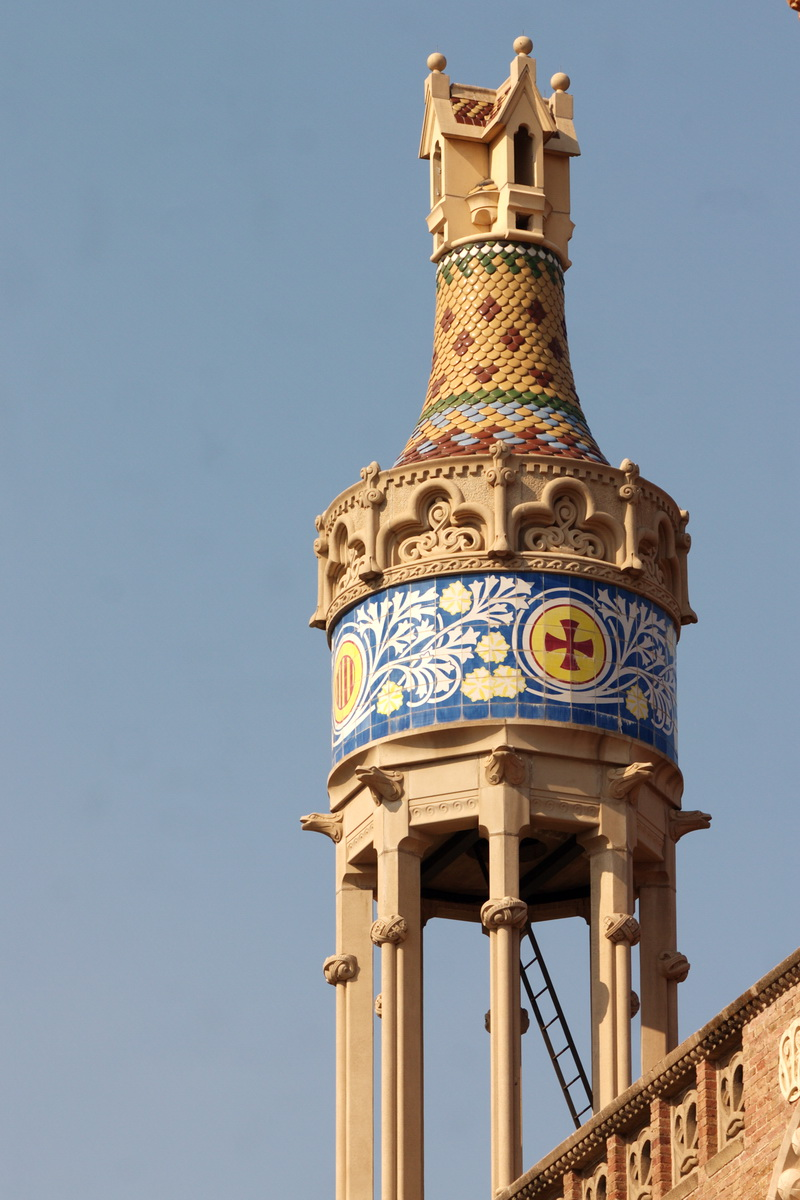
Torre de aguas, existente en todos los pabellones de enfermería modernistas.

## Mosaicos

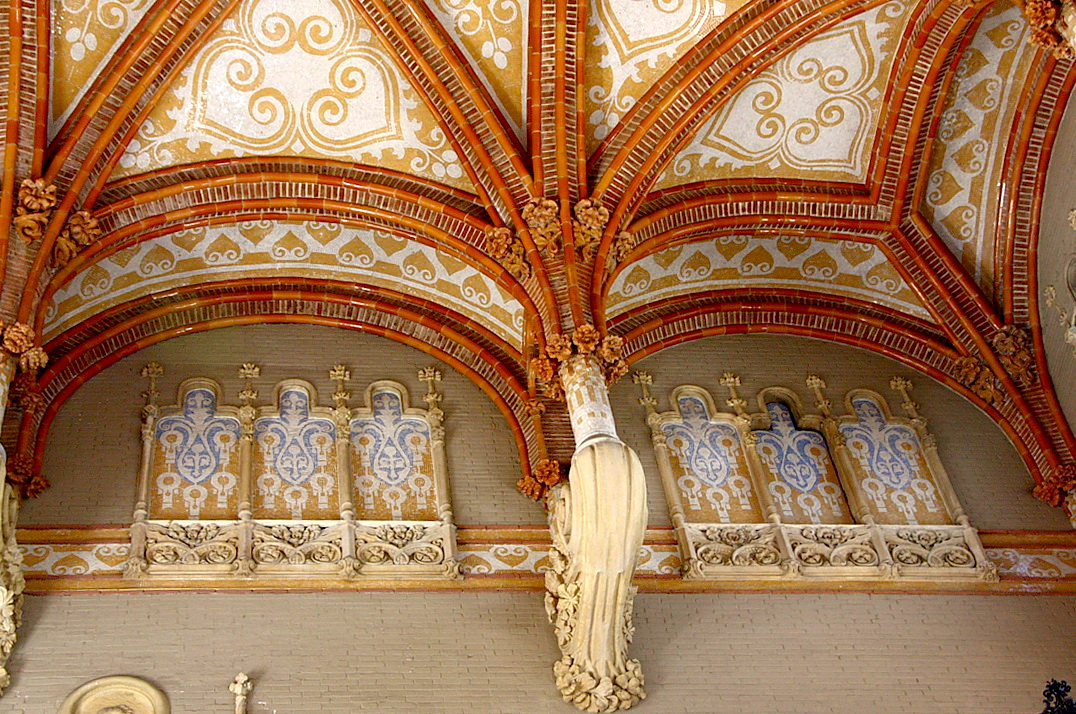
Bóveda de mosaico con nervios cerámicos y ventana simulada también en mosaico dentro de la caja de la escalera.

Los mosaicos son obra de Mario Maragliano quien había colaborado con Domènech en la casa casa Lleó Morera y Comillas. Maragliano trabajó entre 1907 y 1911.
Al tratarse de un material con un coste de fabricación alto, su uso se centró en las partes más lujosas del hospital y no fue utilizado en ninguno de los pabellones de enfermería, salvo los tres casos que se mencionan más abajo, donde un panel de mosaico sustituía la escultura del patrón del pabellón.

### Vestíbulo del edificio de administración

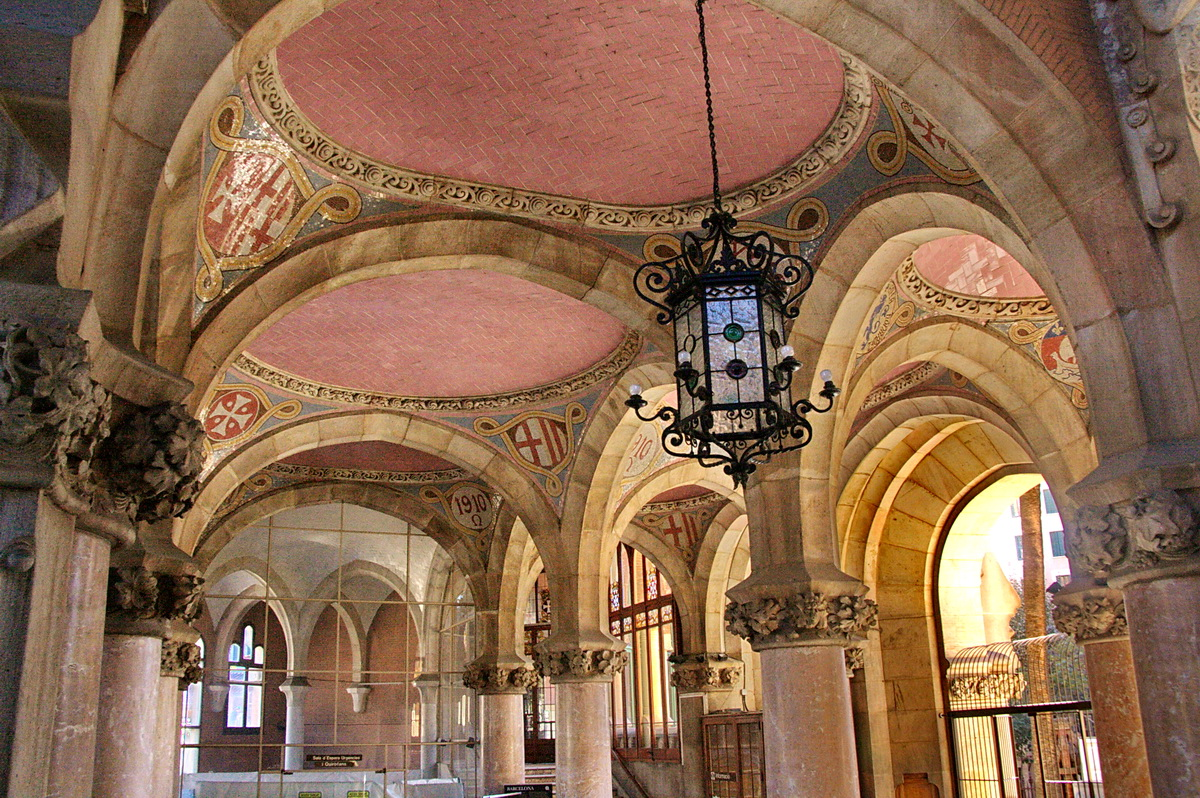
Bóvedas en el vestíbulo principal del hospital.

En el interior del edificio de administración hay un número considerable de representaciones simbolistas alrededor del mecenas Pau Gil. El vestíbulo, donde se recoge buena parte de la simbología relativa a la historia del hospital, es una gran sala formada por nueve bóvedas, algunas esféricas y otras elípticas, recubiertas con baldosas cerámicas colocadas en espiga, y sustentadas sobre columnas en mármol con base y capitel tallado en piedra de planta octogonal y decoración floral. Las pechinas de las bóvedas contienen un conjunto de emblemas, algunos con un mensaje iconográfico y otros heráldicos que se pueden observar así mismo en otros puntos del conjunto modernista. Las treinta y seis pechinas del vestíbulo combinan once símbolos diferentes: En la entrada principal, en el paviemnto de la puerta de acceso hay un gran panel a guisa de alfombra con la palabra de bienvenida "SALVE".
La caja de la escalera está cubierta por una bóveda de crucería octogonal nervada con arcos hechos en ladrillo vidriado de color caramelo. El espacio de fondos entre arcos está revestido en mosaico amarillo sobre fondo blanco con motivos florales, diseñado y confeccionado por Maragliano. La bóveda tiene unas ventanas laterales, salvo una de sus paredes donde, para guardar una simetría visual, se simula la ventana y la vidriera con un conjunto en mosaico.

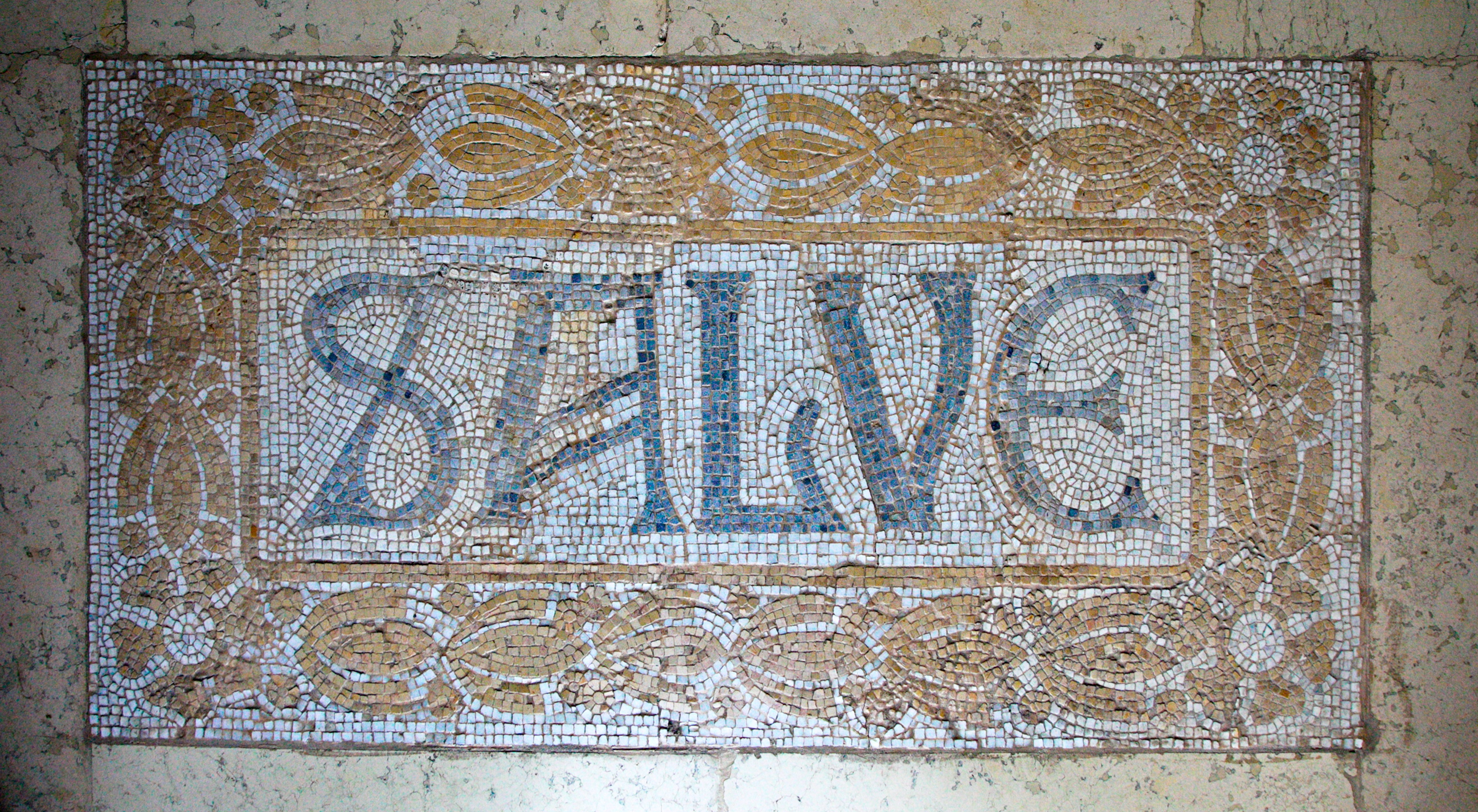
«Alfombra» de bienvenida en mosaico.
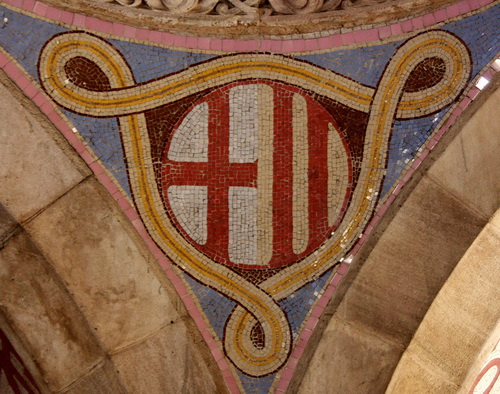
El escudo de Barcelona.
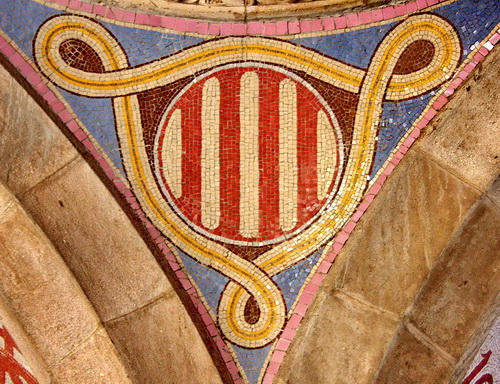
Las cuatro barras.
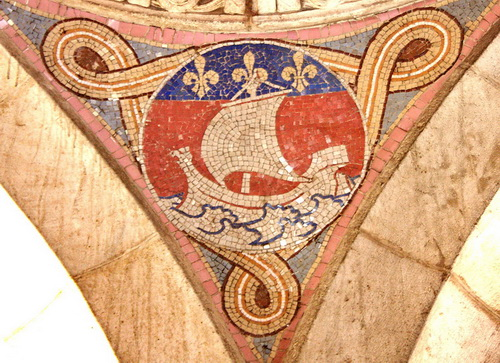
El escudo de París, residència de Pau Gil.
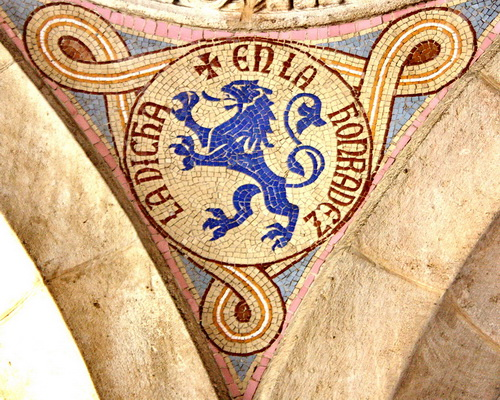
«La dicha en la honradez», lema de la Banca Gil.
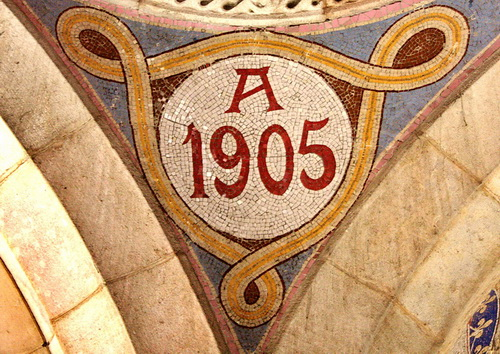
Alfa (inicio de la construcción) 1905.

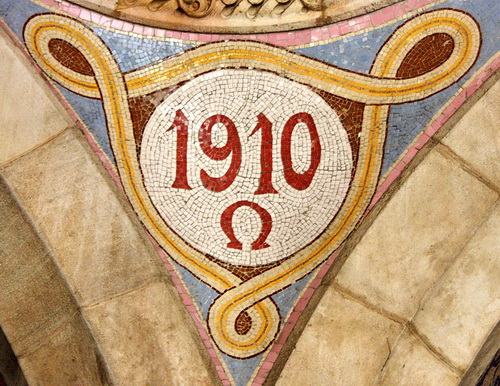
Omega (fin de la construcción) 1910.
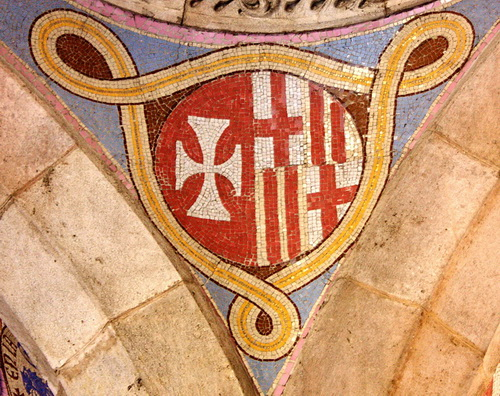
Escudo del Hospital de la Santa Cruz.
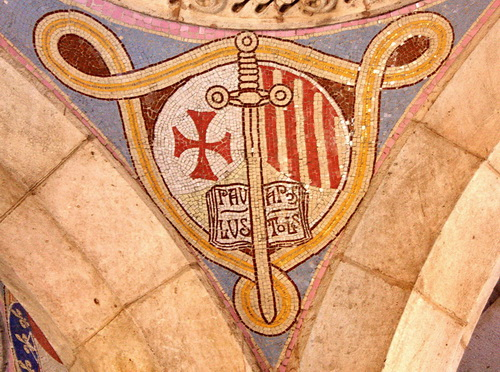
Escudo de los Hospitales reunidos.
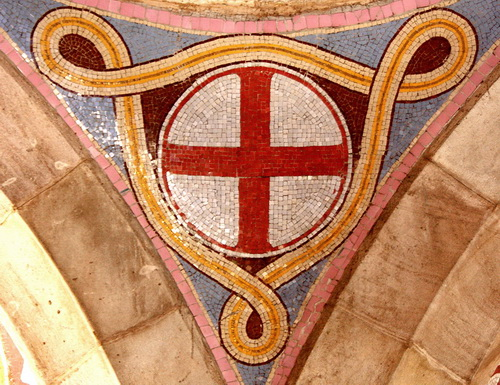
La Cruz de San Jorge.
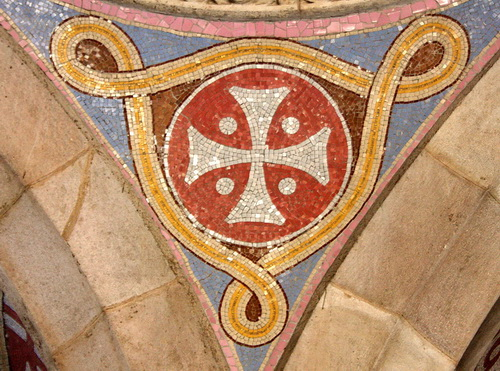
La Cruz patada.
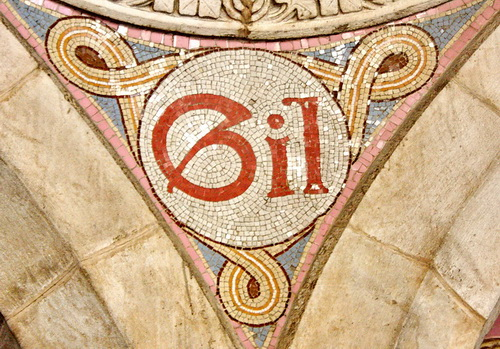
El apellido del mecenas: «Gil».

### Piso noble del edificio de administración

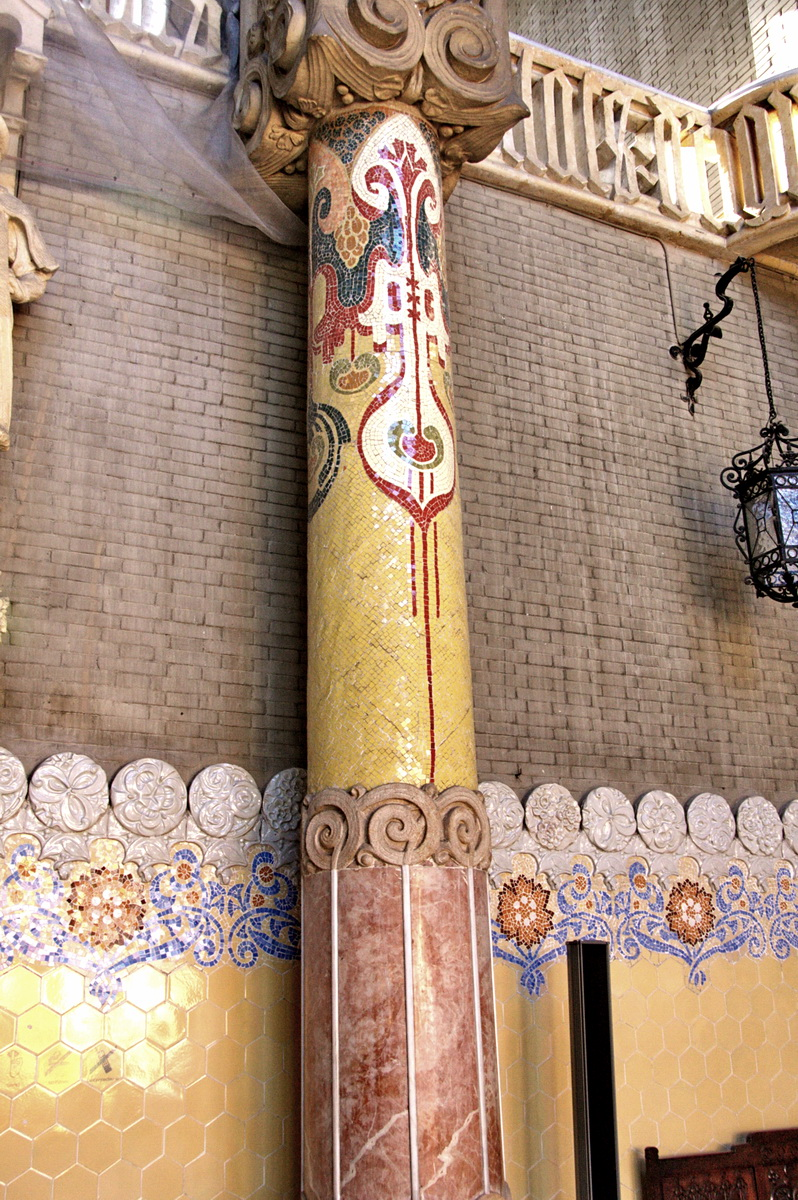
Cerámica y mosaico en el salón de actos.

En el primer piso del cuerpo central del edificio de administración, accediendo desde la escalera de honor, se llega a un distribuidor seguido de una gran sala de catorce por seis metros, que ocupa el espacio central del edificio con acceso al balcón de la fachada principal y que hace de antesala del salón de actos
El distribuidor está cubierto por una bóveda y la antesala por tres, todas con la misma decoración en mosaico. Las bóvedas son esféricas y descansan sobre pilares integrados en las paredes. Los dibujos del mosaico contienen decoraciones florales sobre un fondo de color naranja y forma de una gran lágrima invertida que nace de cada uno de los pilares, dirigiéndose al centro de la bóveda, donde coincide con unas formas geométricas de color azul y amarillo. Todo el conjunto abarca unas tonalidades cálidas y suaves que se integran con el rojo de los ladrillos de los arcos ligeramente apuntados que separan las bóvedas entre sí.
Dentro del salón de actos la decoración es muy rica y a menudo mezcla el mosaico con la cerámica como en el caso de los arrimaderos, o con el trencadís como en las múltiples bovedillas del techo. En este salón de actos las columnas contienen teselas de vivos colores y formas florales, al igual que el telón de fondo de la presidencia que simula una cortina con sus pliegues y unos dibujos de fuerte contraste cromático que parecen plumas de pavo real.

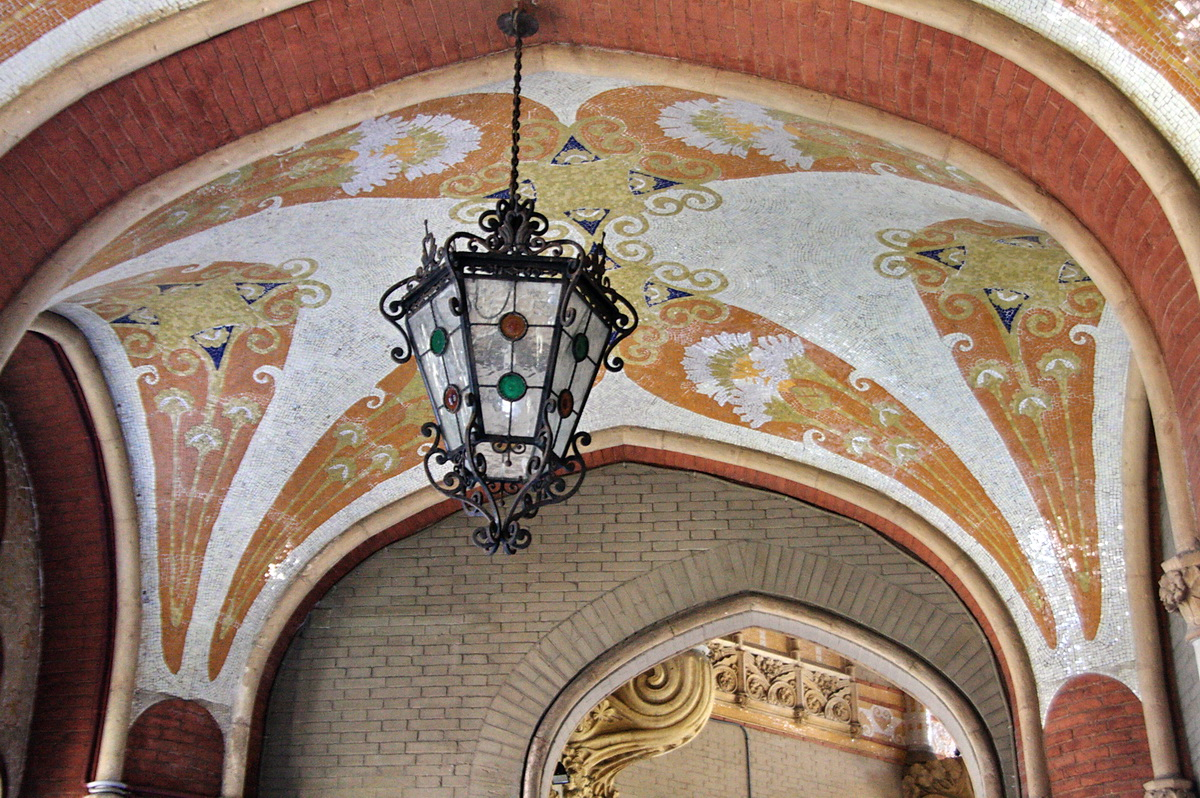
Bóvedas del primer piso.
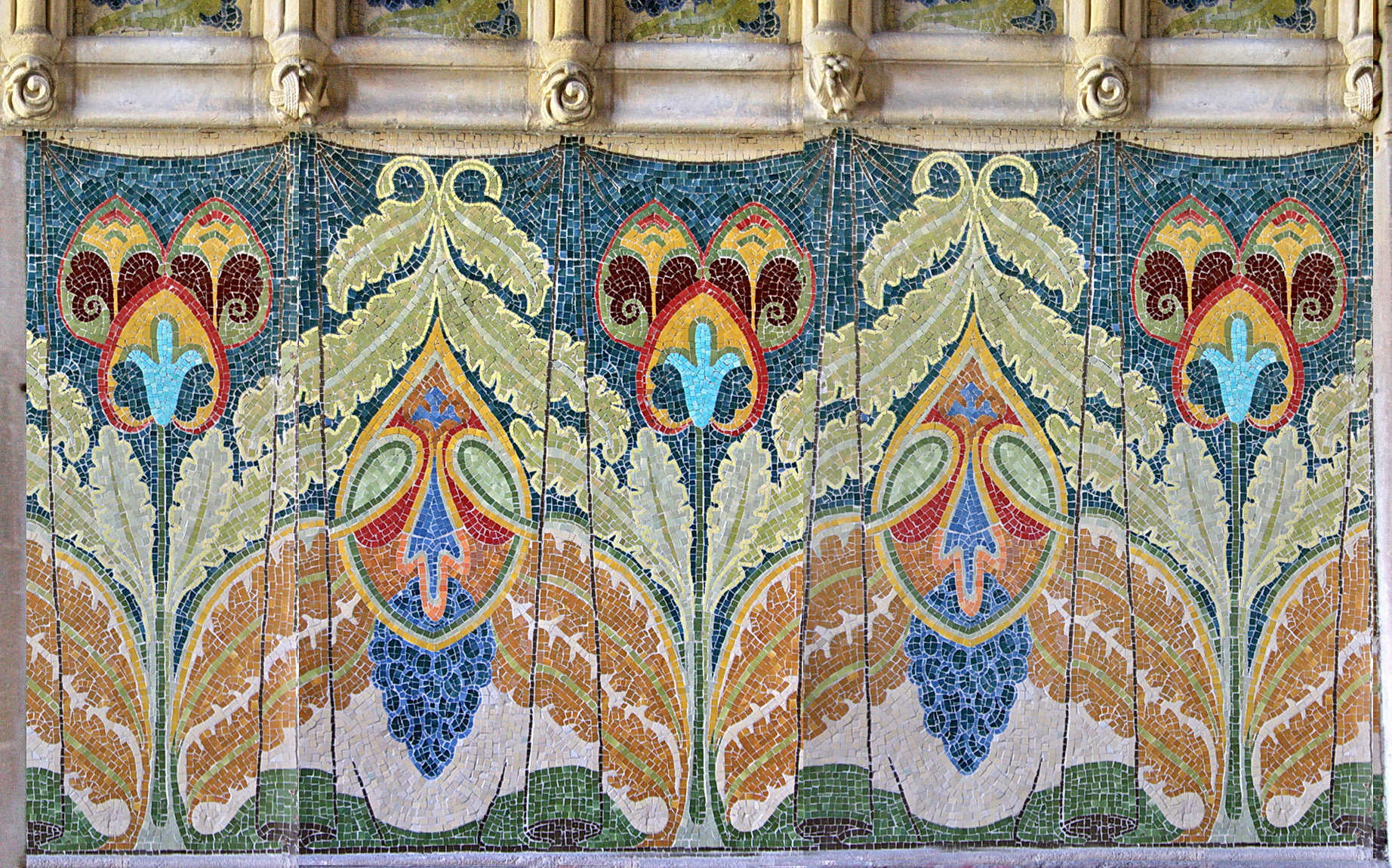
Fondo del salón de actos.
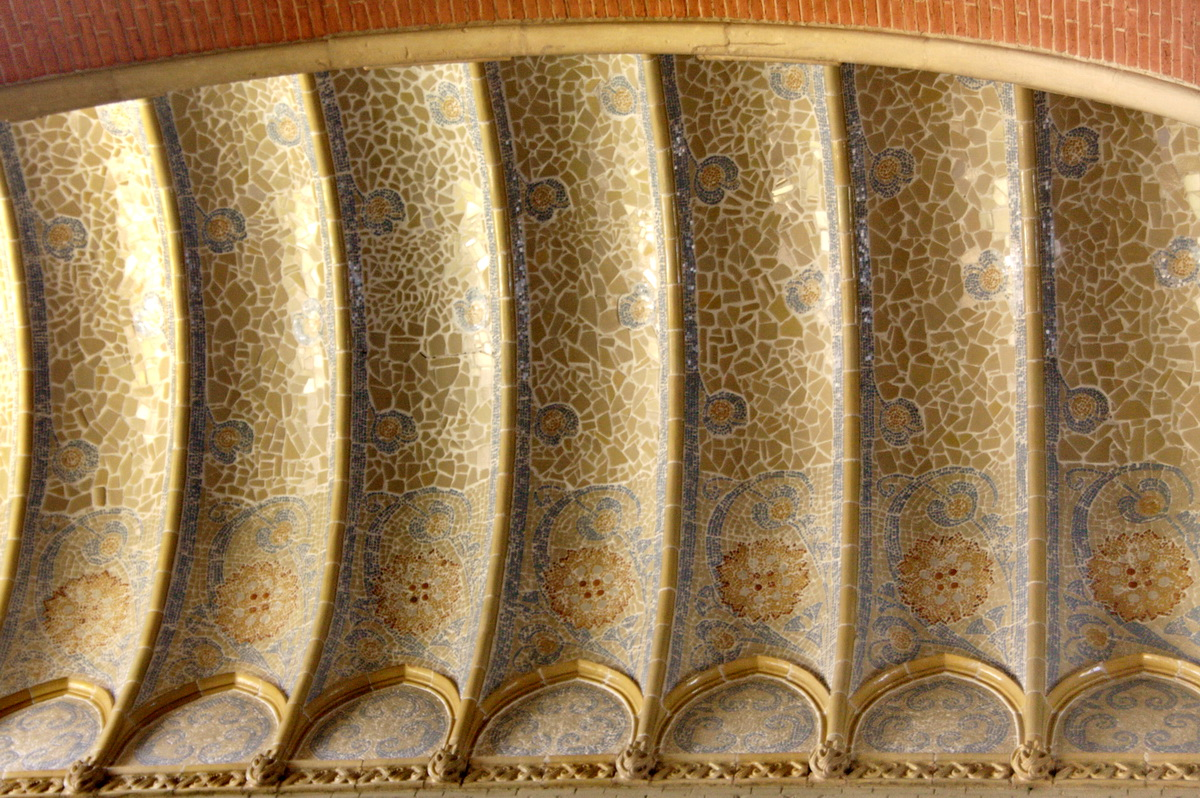
Bovedillas del techo del salón de actos.
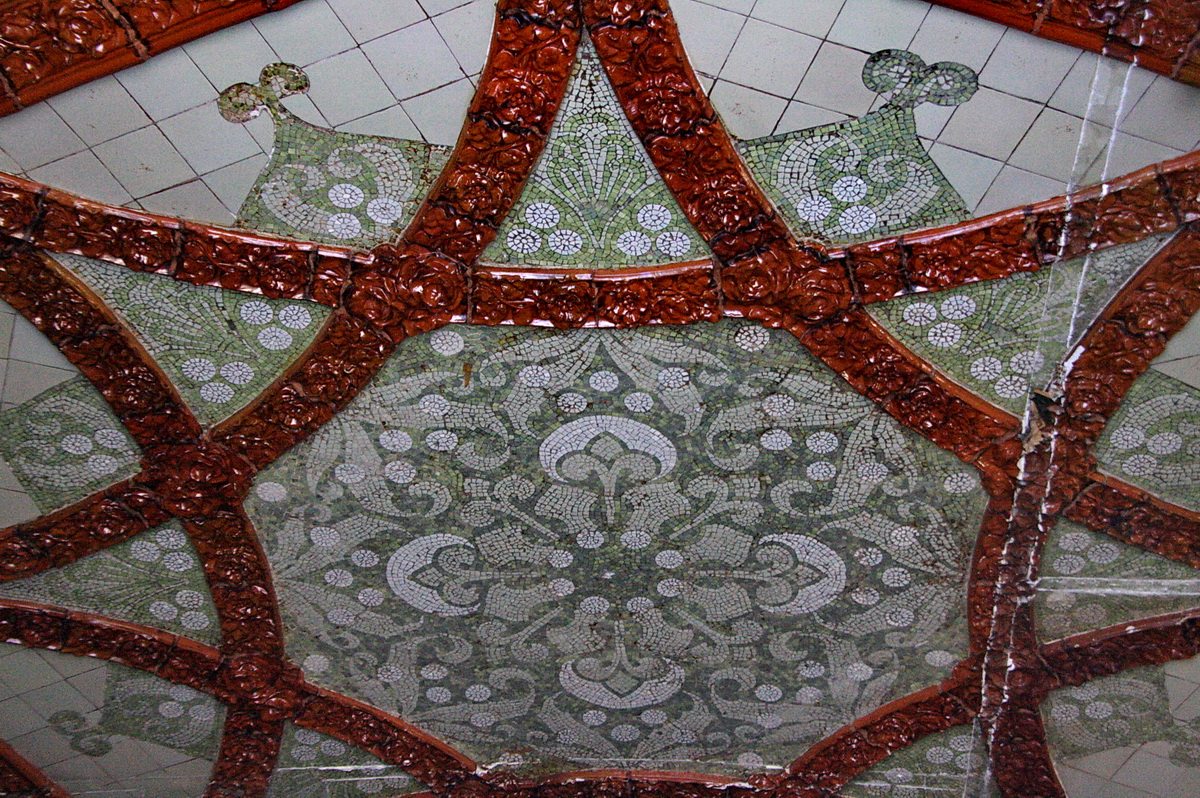
Bóveda mixta de cerámica y mosaico en los despachos del primer piso.

### Paneles de personajes
En ciertos pabellones hay paneles con personajes que están confeccionados en mosaico.
Los dos pabellones de reconocimiento, más pequeños y de planta baja, no cuentan con esculturas del patrón en el frontal del edificio como en el resto de los pabellones modernistas. En su lugar, hay una imagen de sus patrones: San Jorge y Santa Apolonia dentro de un marco de piedra rectangular lobulado en su parte superior. Un caso similar es el pabellón de Santa Victoria, de factura muy posterior (1926). En los pabellones de la segunda etapa había muy poca escultura y se solucioaron con un mosaico de estilo muy convencional.
En el pabellón de operaciones las figuras de San Cosme y San Damián están en la fachada principal, hay tres paneles que decoran las ventanas laterales y la posterior y son advocaciones de la Virgen de los Desamparados, de la Merced y de la Asunción.
Sobre dos ventanales de la fachada posterior del edificio de administración, hay dos paneles trebolados con representaciones de San Martín y San Jorge, patronos de Cataluña medieval y actual, con simbología heráldica a sus lados.

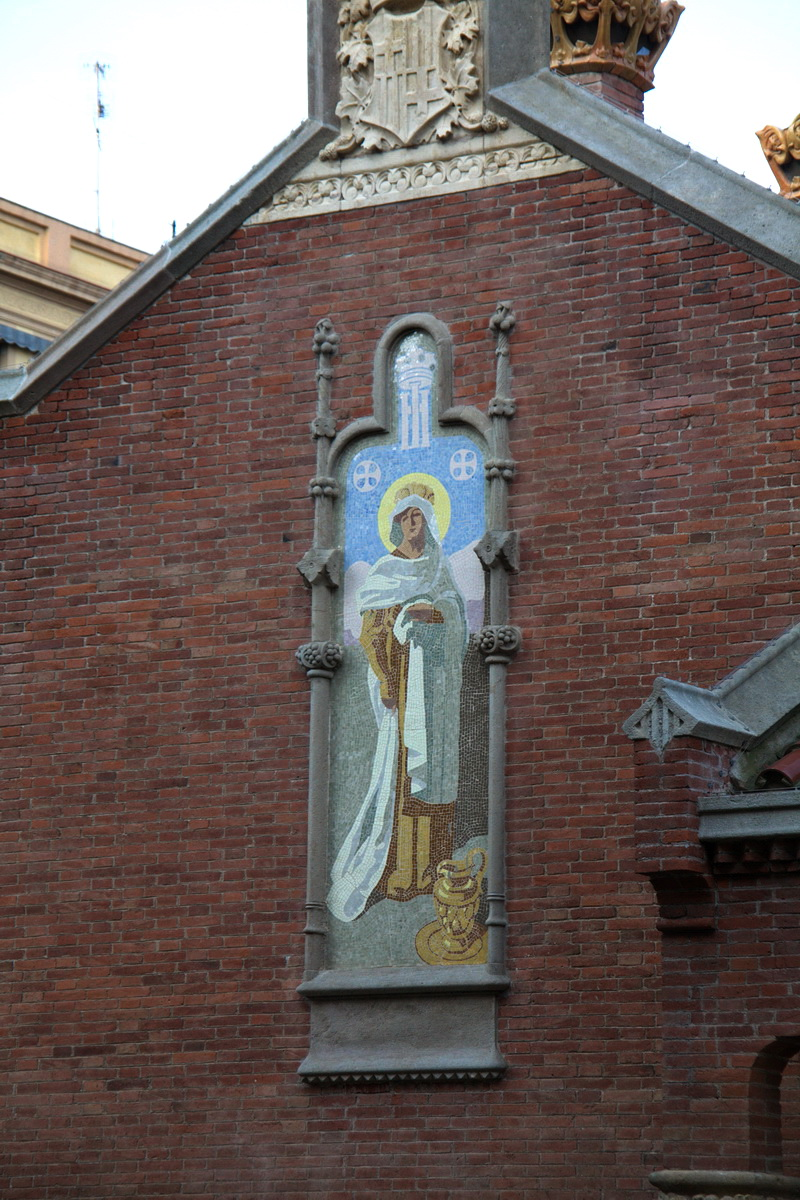
Pabellón de Santa Apolonia.
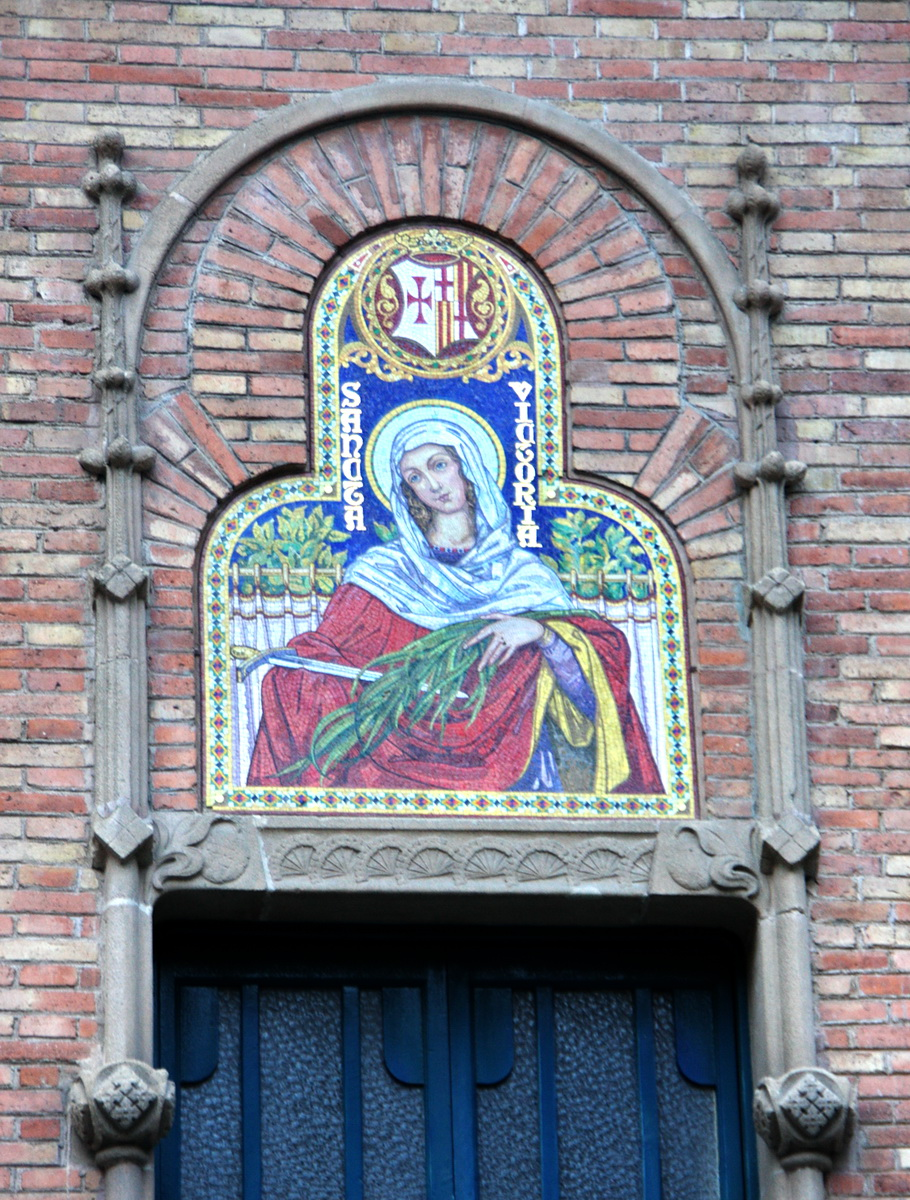
Tímpano de de Santa Victoria (1926).
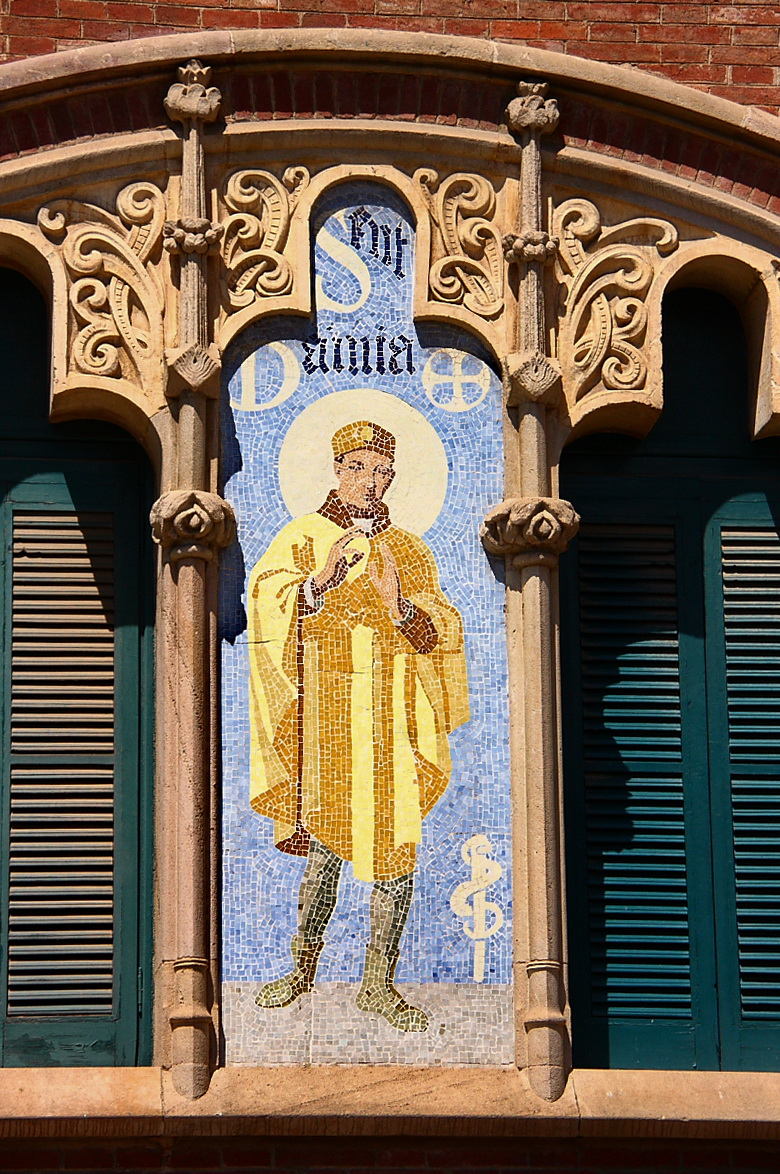
San Damián en el pabellón de operaciones.
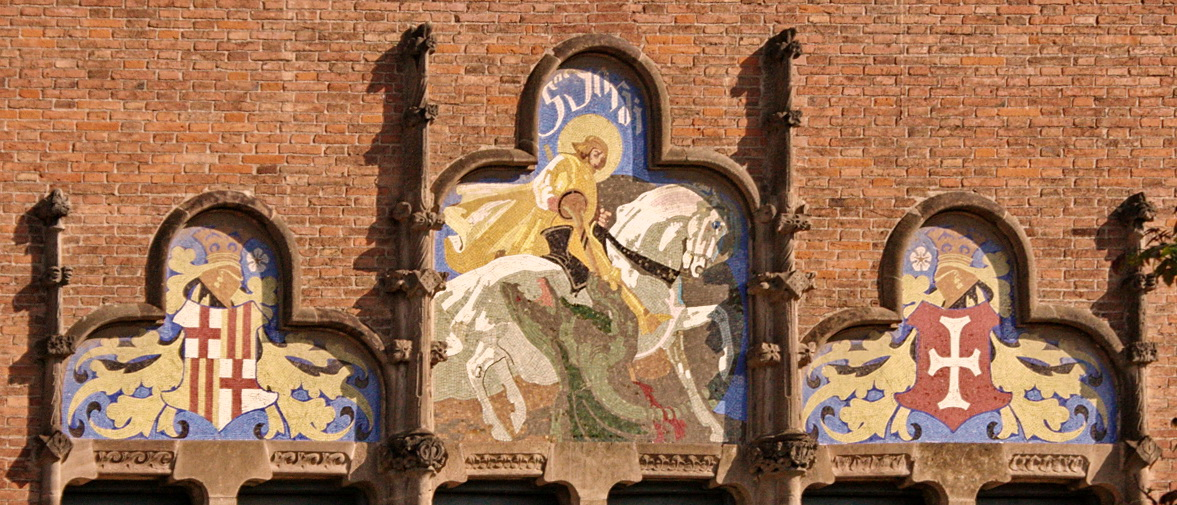
San Jorge: tímpanno sobre ventanas.

### Paneles de la historia del hospital
Rodeando el edificio de administración, a la altura del primer piso hay dieciséis paneles, cuatro visibles directamente desde la calle y el resto desde dentro del recinto, que narran la historia del hospital desde sus orígenes medievales (paneles del 1 al 11), los acuerdos para crear el hospital de Sant Pau (paneles del 12 al 14) y la finalización e inauguración del centro asistencial modernista (paneles 15 y 16).
Están hechos en mosaico y, los catorce primeros, son obra de Mario Maragliano con dibujos de Francesc Labarta quien siguió el guion iconográfico de Domènech i Montaner. Fueron realizados entre 1908 y el 15 de abril de 1911. Los dos últimos recogen la inauguración del propio hospital, datan de 1923 y fueron realizados por Lluís Brú. Los catorce primeros siguen un orden cronológico y los dos últimos se instalaron en un rincón habilitado de la fachada una vez acabadas las obras y están situados entre los que ocupan el lugar séptimo y octavo.
Se ha respetado literalmente los textos de los paneles que están escritos en un catalán anterior a la normativa impulsada por Pompeu Fabra. Puede parecer que hay errores ortográficos que no lo son.
| N. | Texto | Imagen | Imagen | Texto | N. |
| -- | --- | ------ | ------ | --- | -- |
| 1  | A mitjans del segle IX, Guitart baró de bona memoria que se suposa fou Vescomte de Barcelona, funda baix les muralles de la ciutat l'hospital, anomenat despres de la Santa Creu y de Santa Eulalia. |        |        | A V de Juliol del any del Senyor MXIV el Comte de Barcelona Ramon Berenguer I y sa esposa Isabel disposan la restauracio del primer hospital ab la invocacio de la Santa Creu y de Santa Eulalia construit baix las muralls de la ciutat.                          | 2  |
| 3  | A mitjans de Juliol de l'any del Senyor MCXXXI, el Comte de Barcelona Ramon Berenguer III el Gran, es fa dur al I hospital de la Santa Creu pera morir en mitx dels pobres. |        |        | En l'any del Senyor MCCXXIX, el canonge Colom, de la Iglesia de Barcelona, funda l'hospital predecesor del II de la Santa Creu, deixant renda per al seu manteniment y la Santedat del Papa Honori III el posa baix la protecció de la Seu Apostolica              | 4  |
| 5  | A XV de Mars de MCCCCI, el Concell de Cent de la ciutat de Barcelona, el Bisbe Armengol y els canonges convenen la fusio dels hospitals d'En Vilar, d'En Marcus y d'En Colom, als quals se juntan despres els de Santa Margarida y de Santa Eulalia, per a constituir el II hospital de la Santa Creu ab l'aprobació del Papa Benet XIII |        |        | A XVII d'Abril del any del Senyor MCCCCI, el Senyor Rey d'Arago y comte de Barcelona, En Martí, va posar la primera pedra del II hospital de la Santa Creu | 6  |
| 7  | A XVII d'Abril del any del Senyor MCCCCI, la Senyora Reina Dona Maria de Luna, esposa del Rei En Martí, va posar una de les primeres pedres del II hospital de la Santa Creu |        |        | A XVII d'Abril del any del Senyor MCCCCI, l'infant d'Aragó, En Jaume, Comte de Prades, a nom del senyor Rei de Sicilia, En Martí, fill del Senyor Rei d'Arago, del mateix nom, va posar una de les primeres pedres del II hospital de la Santa Creu                | 8  |
| 9  | A XVII d'Abril del any del Sr MCCCCI el Sr Bisbe D.Johan Armengol y els concellers de la ciutat, los honorables en R.Cavall, en Ferrer de Marimon, en A Bucot, en M Roure et L. de Gualbes posaren en una de les primeres pedres del II hospital de la Santa Creu                                                                        |        |        | A IV de Maig del any del Senyor MDCXXXVIII s'incendia el II Hospital de la Santa Creu. Els ciutadans de Barcelona hi acuden a socorre'l y avans del any ab llur caritat conseguiren la sua complerta reedificacio                                                  | 10 |
| 11 | Els consellers, els regidors y els ciutadans de Barcelona dels segles XVIII y XIX, acuden al sosteniment del secular hospital de la Santa Creu ab cuantiosos llegats y donatius, el surten d'abundants aigues e institueixen el sorteigs d'una rifa y altres recursos populars pera el seu perpetuo manteniment                          |        |        | A XVII de Setembre de MDCCCXCII, el barceloni Don Pau Gil y Serra, resident a París, disposa en son testament la construccio del present hospital de Sant Pau | 12 |
| 13 | A XIX de Juny de MCMI, per mediacio del Dr. Robert y del D. Leopold Gil y Llopart, els marmesors del llegat Gil, D. Manel Mª Sivatte i D. Joan Ferrer Vidal, acorden ab la Junta de l'Hospital de la Santa Creu fer en comu el present hospital                                                                                          |        |        | A XV de Janer de MCMII els Administradors del Hospital de la Sta. Creu, els marmesors i la Junta de Obras del llegat del D. Pau Gil acompanyats de les delegacions de les autoritats y corporacions locals posan la primera pedra del present Hospital de Sant Pau | 14 |
| 15 | En la vigilia de Nadal del Senyor del any MCMIX se rematà ab la Santa Creu al cim de la construcció del present Hospital de St. Pau |        |        | A XI de Mars del any MCMXXIII, lo Bisbe de Barcelona, Ilm Ramon Guillamet posa la primera pedra de la Isglesia d'aquest Hospital essent administradors els il·lustres Senyors Jaume Cararach, canonge, Carles de Fortuny, Sebastia Puig, canonge i J.Josep Rocha.  | 16 |

## Restauración
Dentro del proyecto de rehabilitación del conjunto modernista iniciado en el año 2009, la restauración de los elementos artísticos ha comportado una atención importante para respetar al máximo la obra original.
La cerámica exterior es la que había sufrido una mayor agresión por la climatología y ciertos elementos interiores han sido sacrificados a lo largo del tiempo para adecuarlos a necesidades funcionales del hospital (instalaciones, reformas de espacios, etc.) En el caso del mosaico, las piezas ubicadas en zonas interiores no han tenido prácticamente intervención, al estar muy bien conservadas, pero los paneles exteriores y otros elementos singulares, como algunos pináculos, han sido objeto de una consolidación y reposición de teselas.